# Regierungsviertel (Düsseldorf)

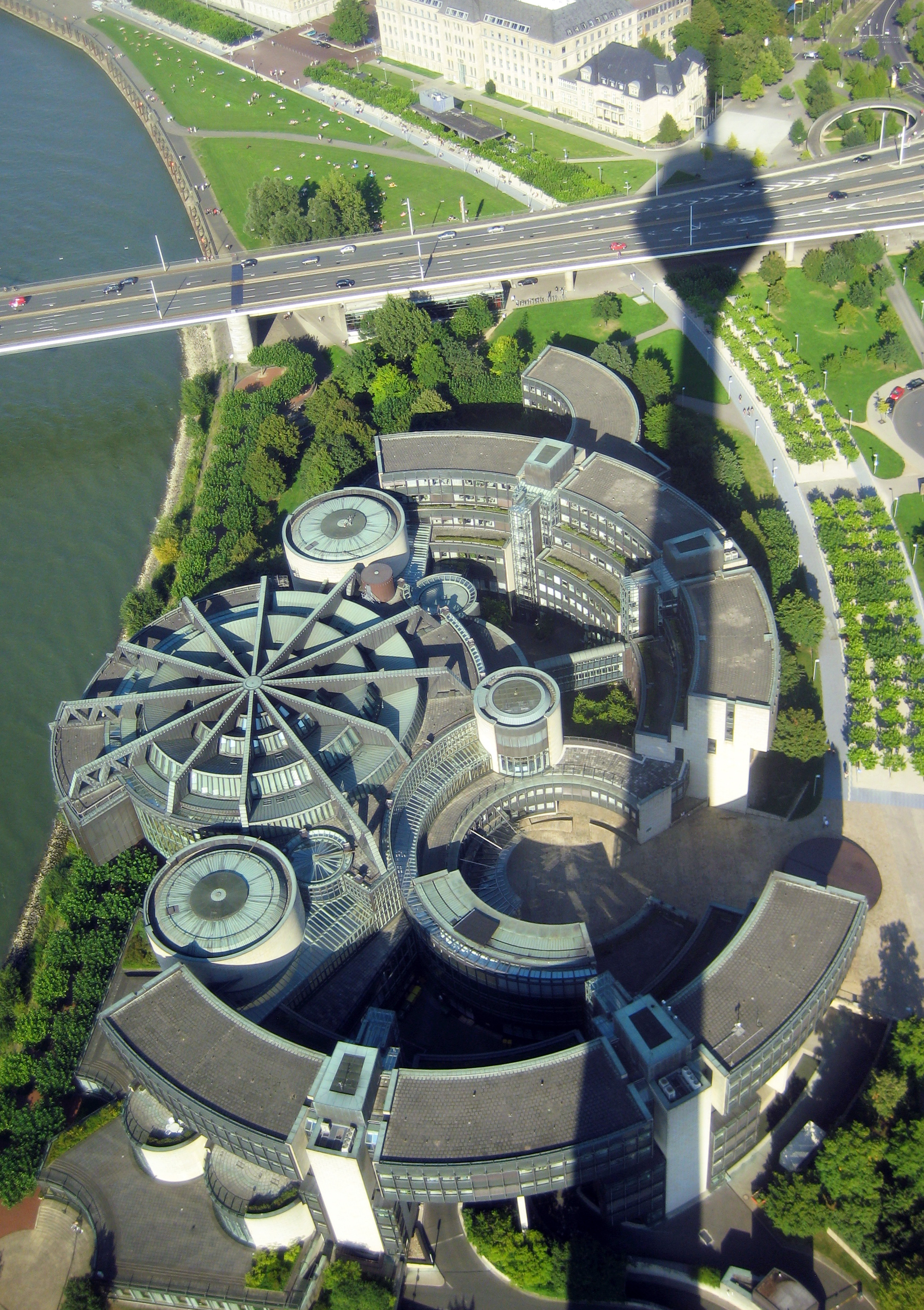
Landtag Nordrhein-Westfalen, vom Rheinturm aus gesehen, sowie Aufsicht auf Teile der Rheinkniebrücke und der Rheinuferpromenade

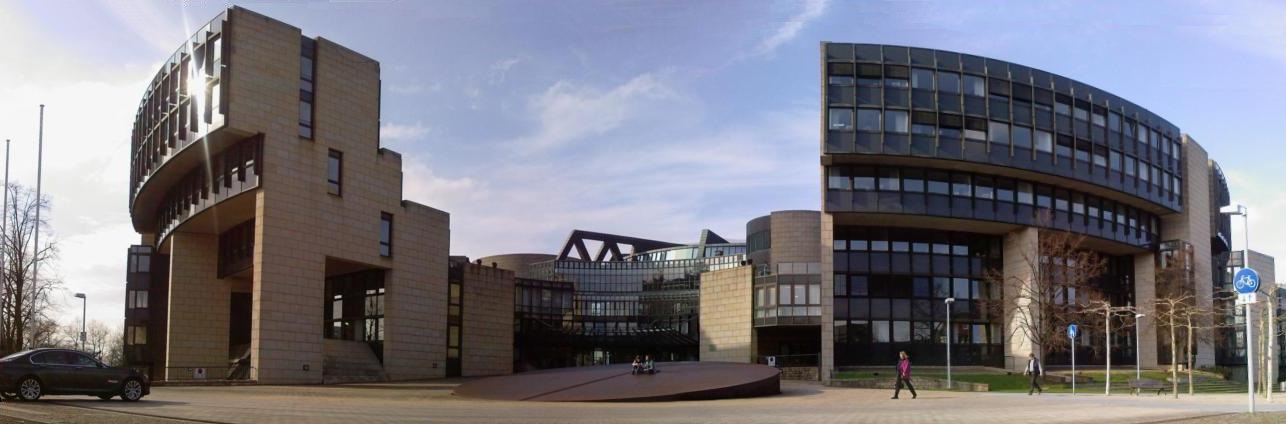
Landtagsgebäude Nordrhein-Westfalen, Platz am Haupteingang, im Vordergrund die kreisrunde Eisenguss-Skulptur Tzaphon von Dani Karavan

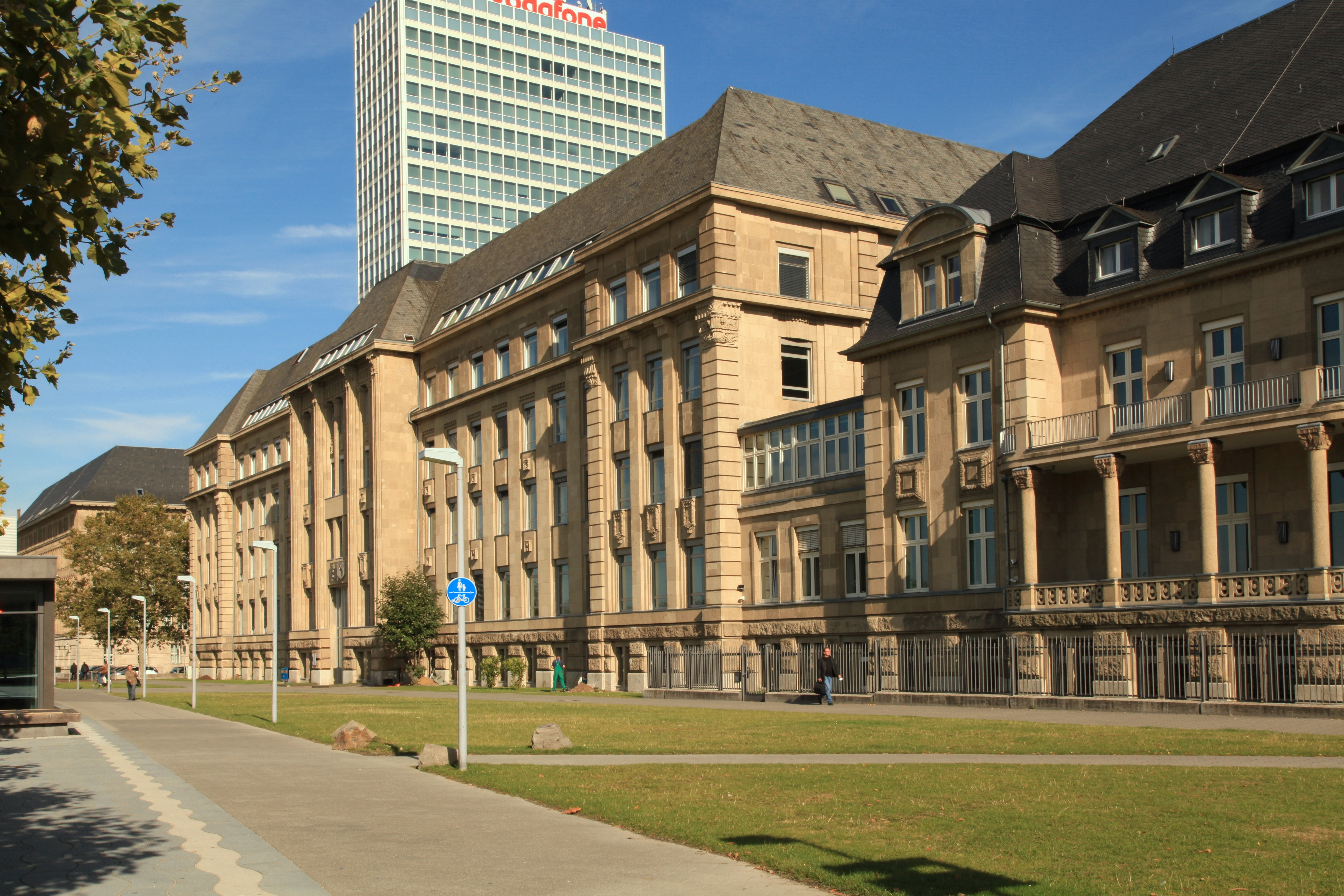
Landeshaus, Amtssitz des Ministerpräsidenten des Landes Nordrhein-Westfalen (1961–1999 und wieder seit 2017)

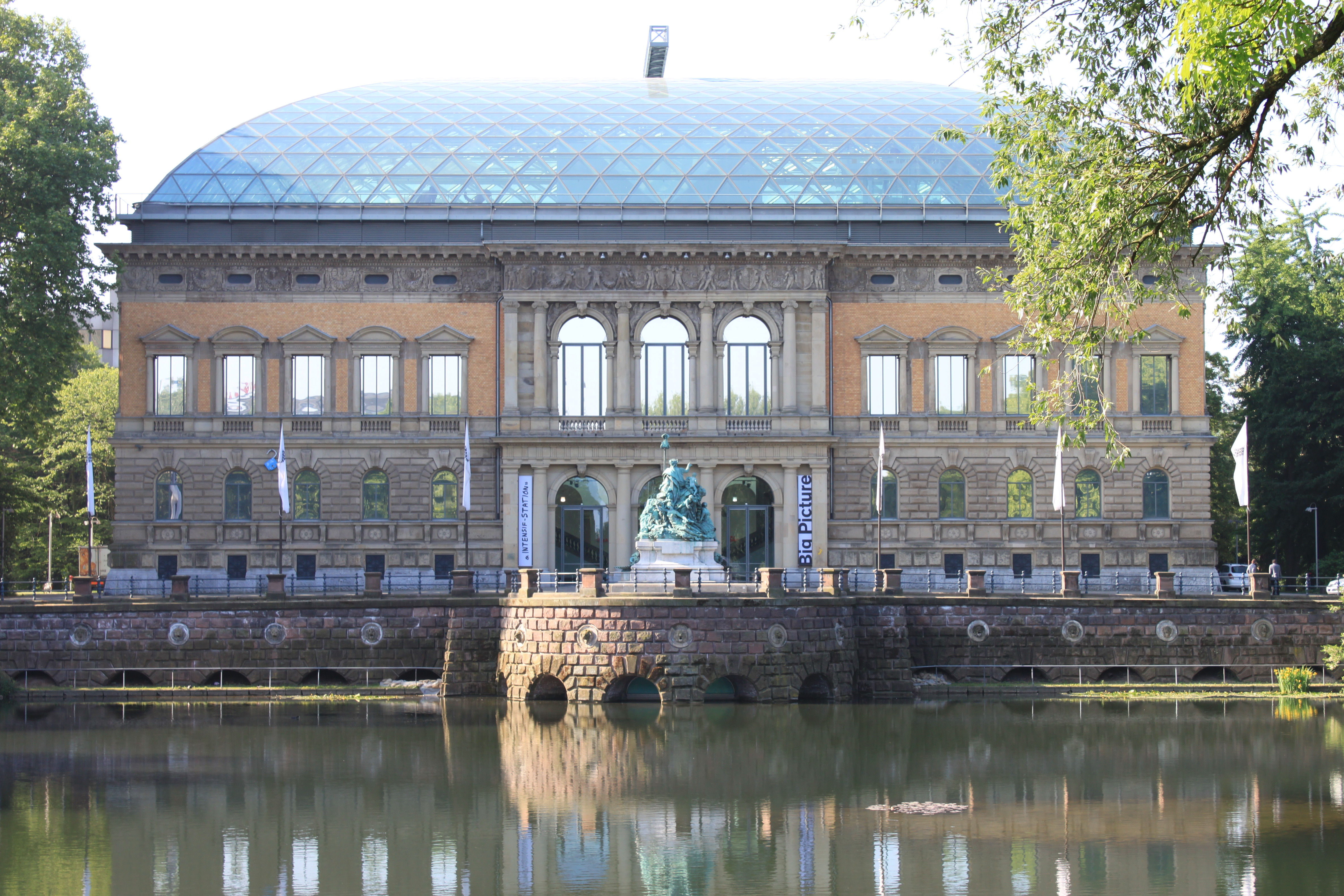
Ständehaus, Ausstellungsgebäude K21 der Kunstsammlung Nordrhein-Westfalen

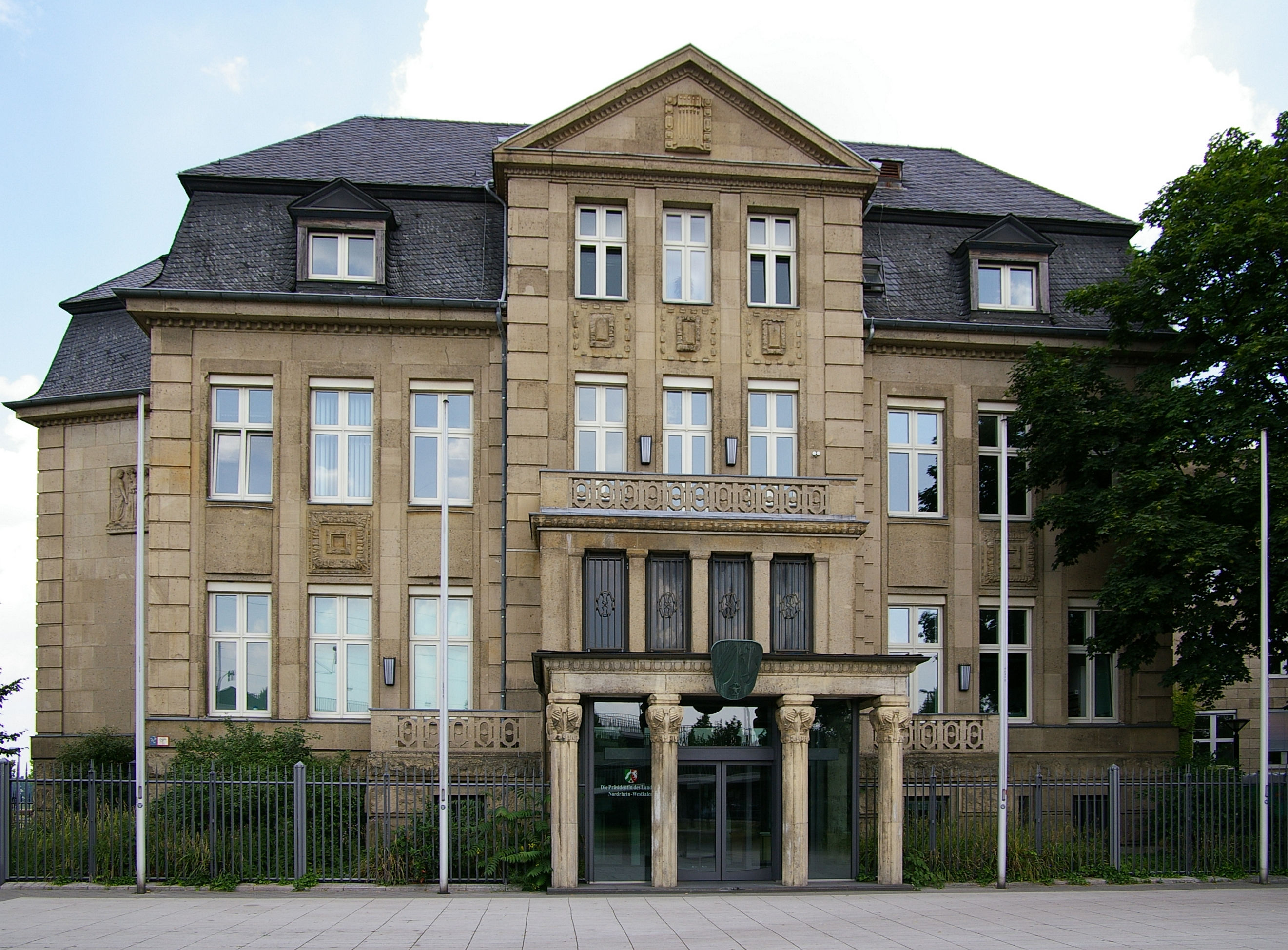
Die Villa Horion, heute ein Nebengebäude des Landesparlaments, avancierte unter Ministerpräsident Franz Meyers 1961 (im Verbund mit dem Landeshaus) zum Amtssitz des nordrhein-westfälischen Staatsoberhaupts.

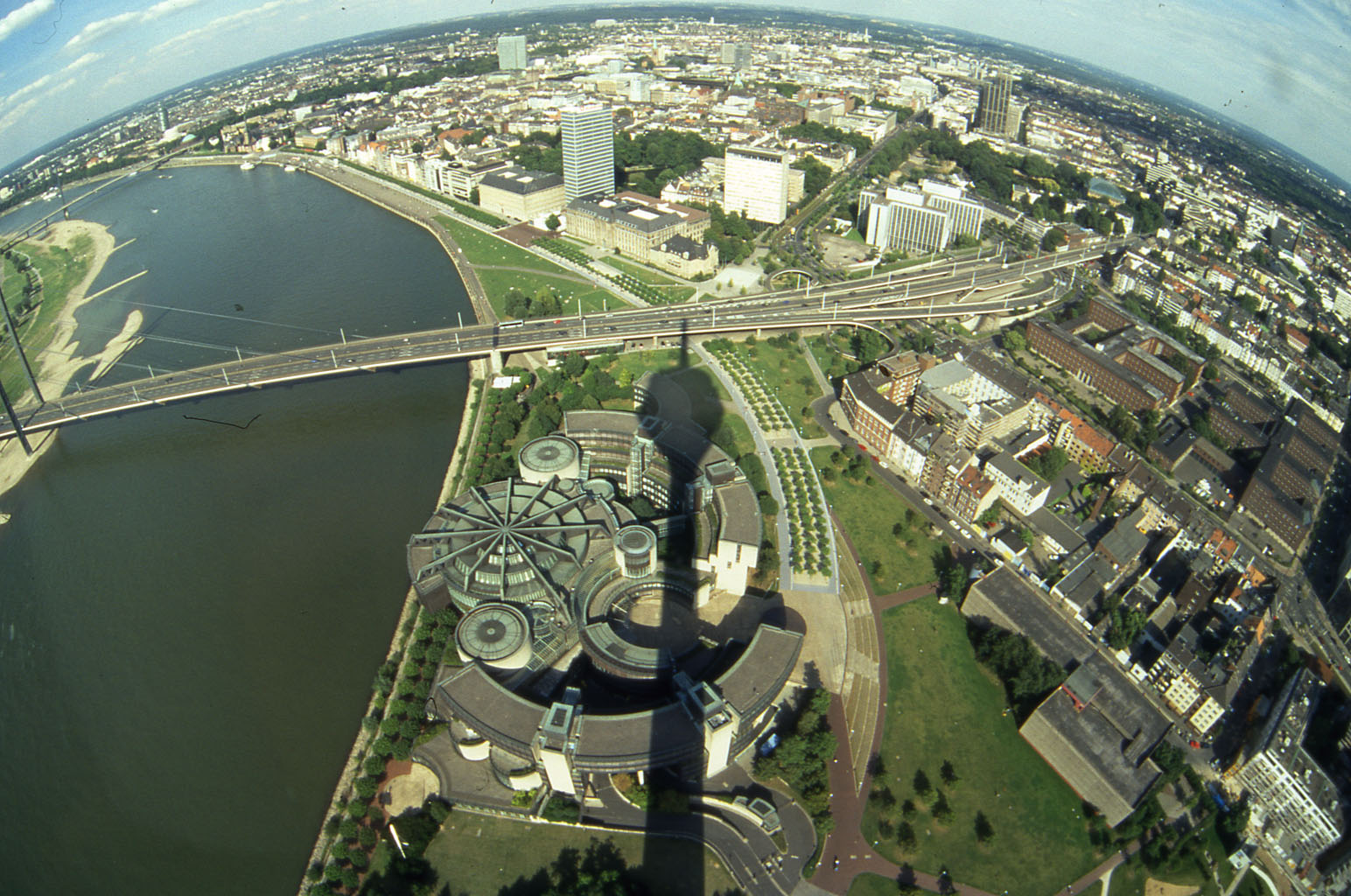
Blick auf das Regierungsviertel im Jahre 2001, aufgenommen vom Rheinturm aus einem Fischaugenobjektiv

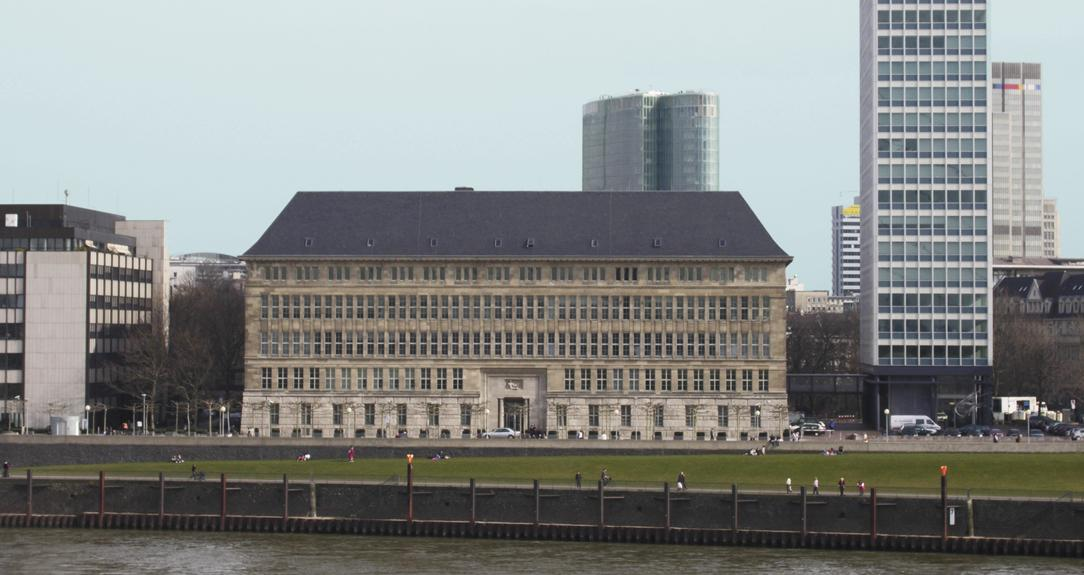
Hauptverwaltungsgebäude Mannesmann (Bildmitte, seit 2008 im Eigentum des Landes Nordrhein-Westfalen), erste Staatskanzlei und Sitz der Ministerpräsidenten bis 1953, vorgeschlagen als Haus der Geschichte Nordrhein-Westfalen

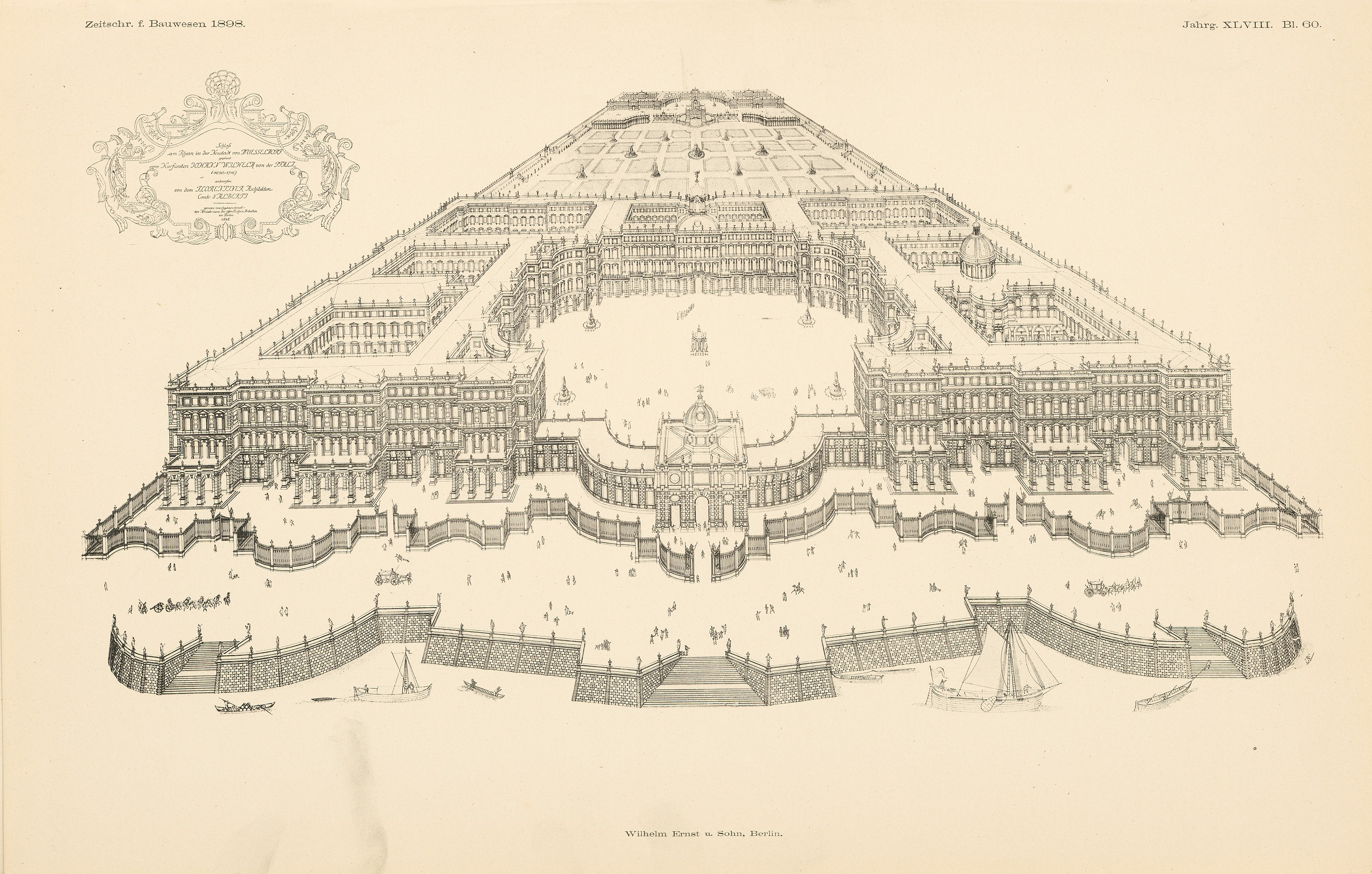
Zu Beginn des 18. Jahrhunderts geplanter Schlossneubau in einem „Idealplan“ von Matteo Alberti: Der rheinische Provinzialkonservator Paul Clemen vermutete, später unterstützt durch Theodor Levin, dass als Standort des Schlosses das Rheinufer der Düsseldorfer Neustadt, also das heutige Regierungsviertel westlich des Jürgensplatzes, gedacht war.

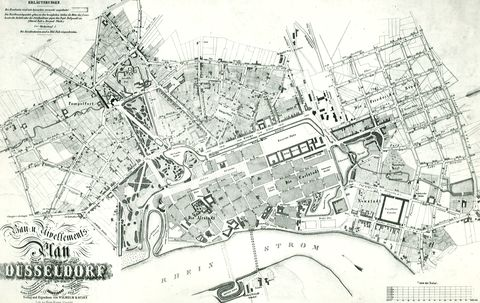
Darstellung einer Bebauung im (späteren) Regierungsviertel, dargestellt im Stadtplan 1854 unten rechts

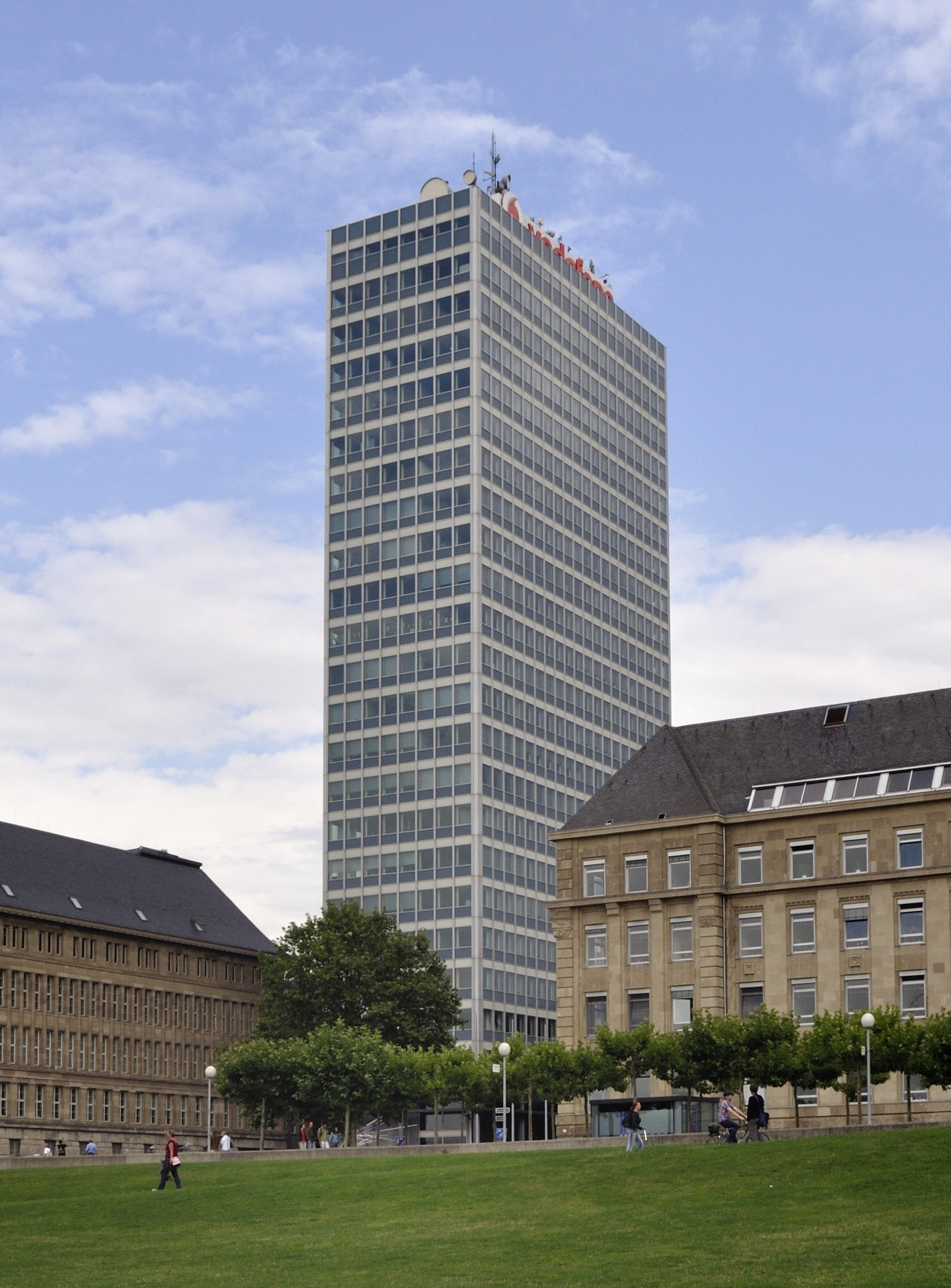
Mannesmann-Hochhaus (2010), Ikone der Architektur der 1950er Jahre, Sitz des Ministeriums für Wirtschaft, Innovation, Digitalisierung und Energie des Landes Nordrhein-Westfalen

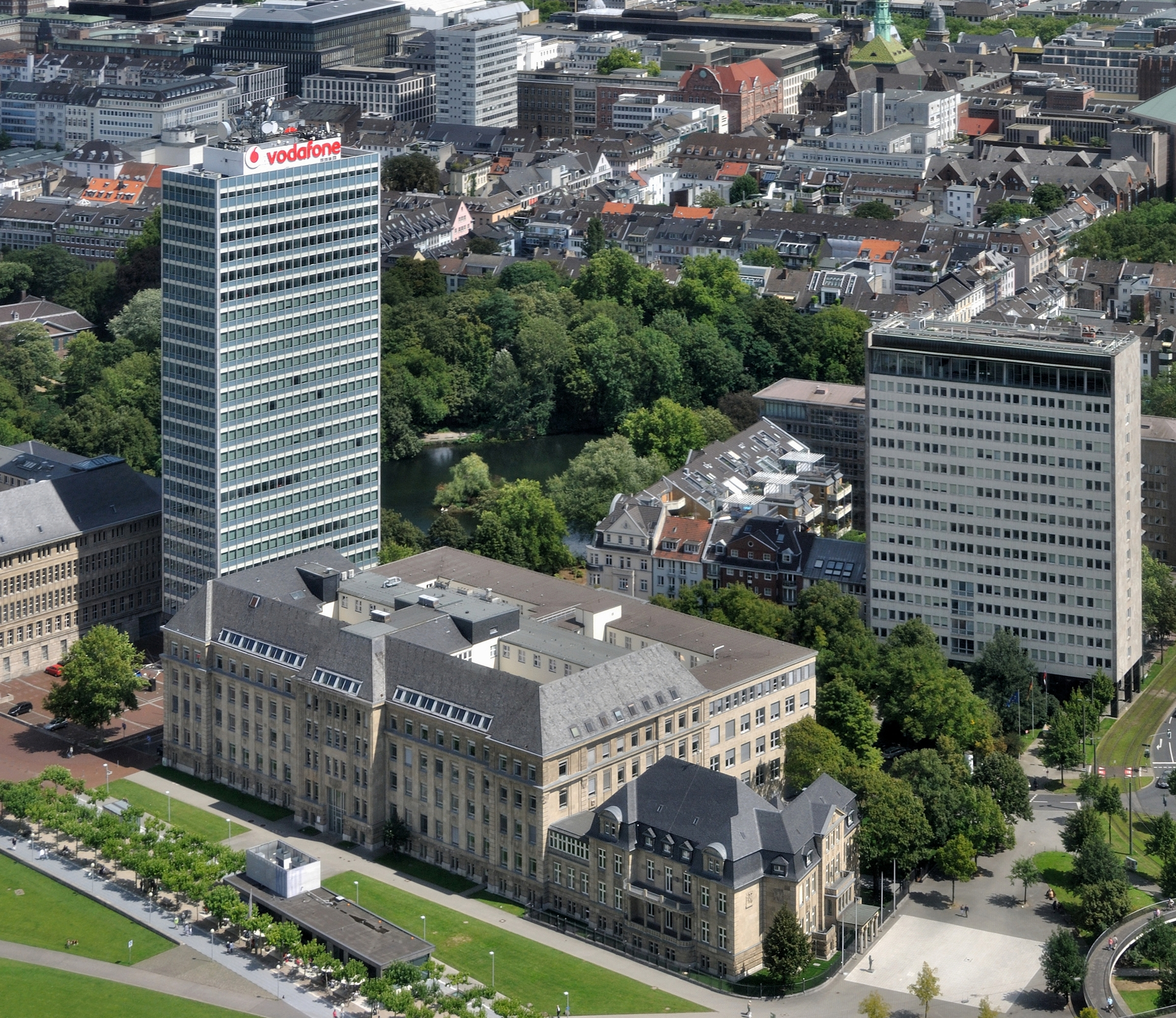
Ensemble der Landesbauten an Rheinuferpromenade und Johannes-Rau-Platz

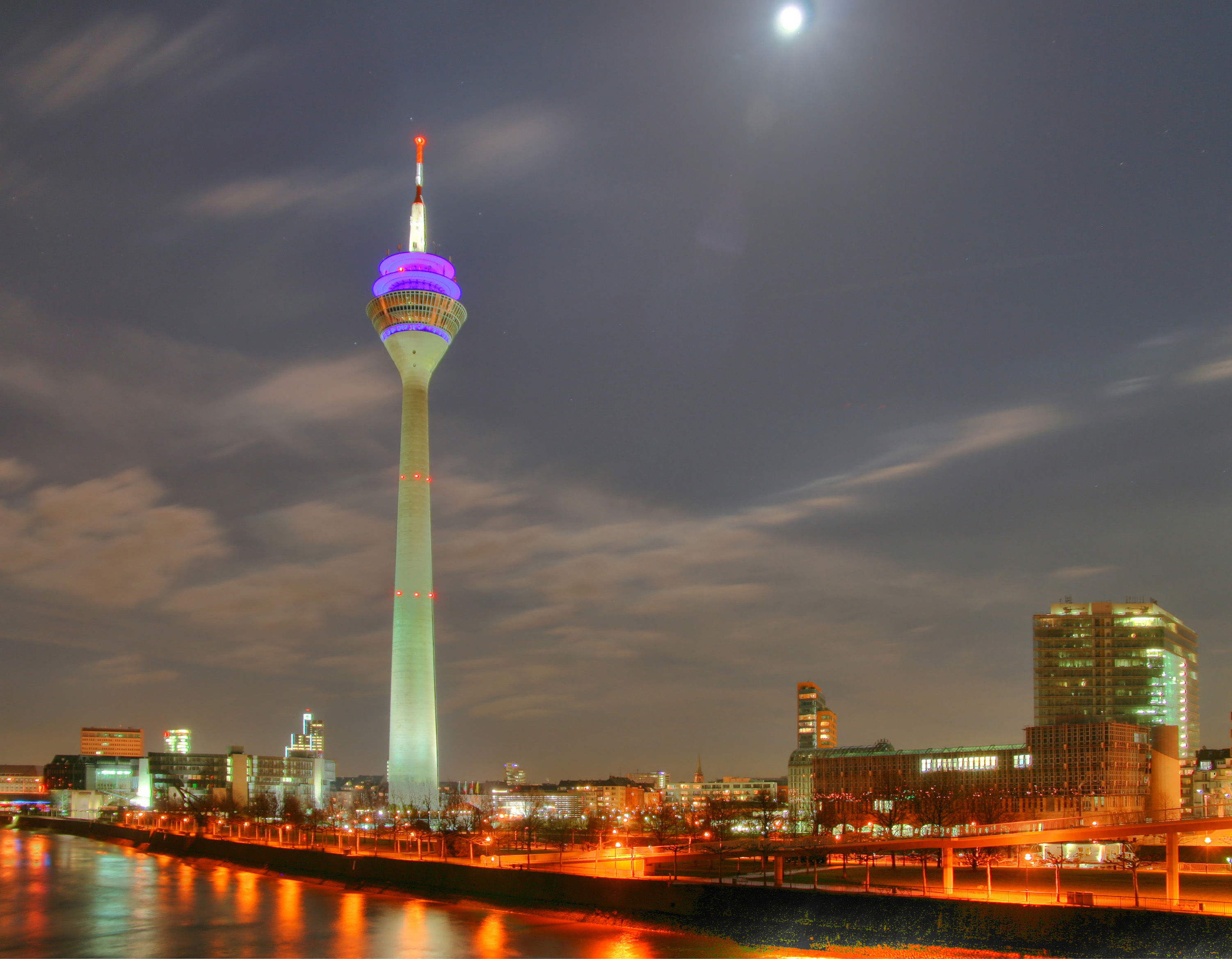
Nächtlicher Blick vom Medienhafen auf das Regierungsviertel, links der Landtag, in der Bildmitte der Rheinturm, rechts das Stadttor mit dem Verkehrsministerium sowie das WDR-Funkhaus Düsseldorf

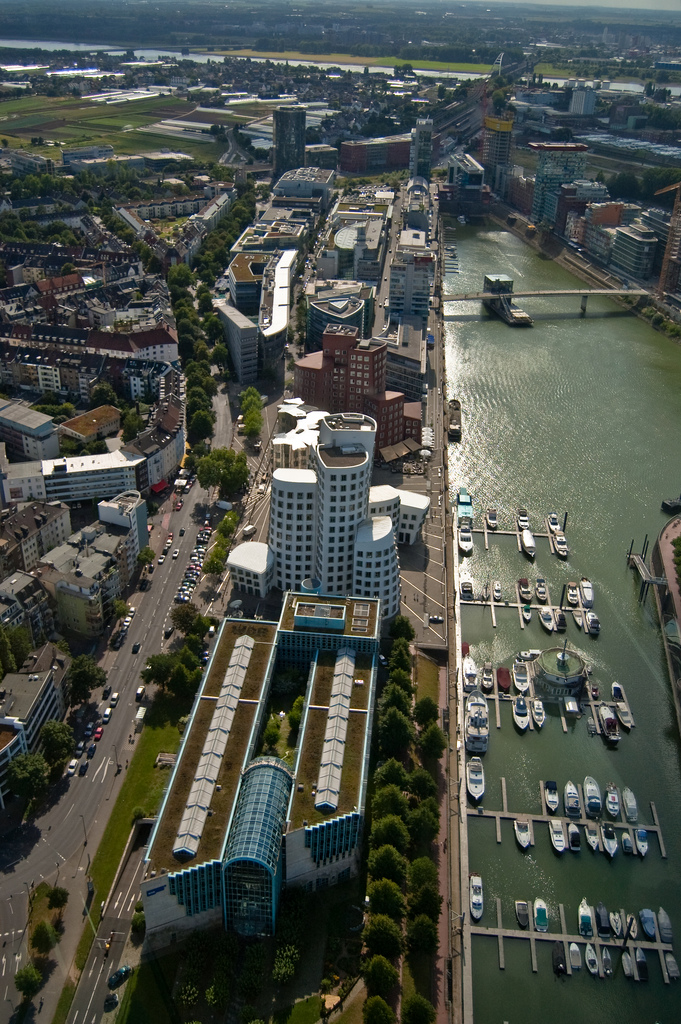
WDR-Funkhaus Düsseldorf (vorne) als städtebauliches Verbindungsglied zwischen Medienhafen und Regierungsviertel

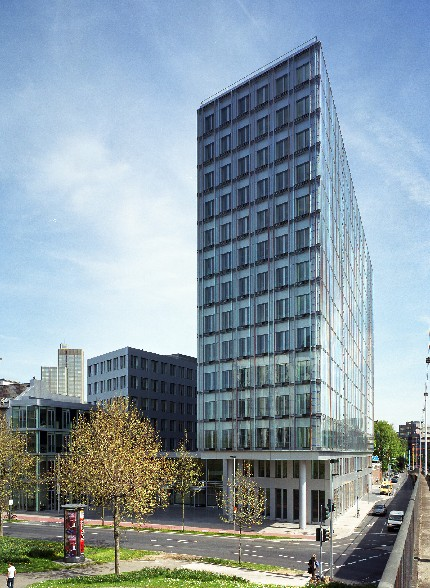
Sitz der NRW.Bank, Kavalleriestraße

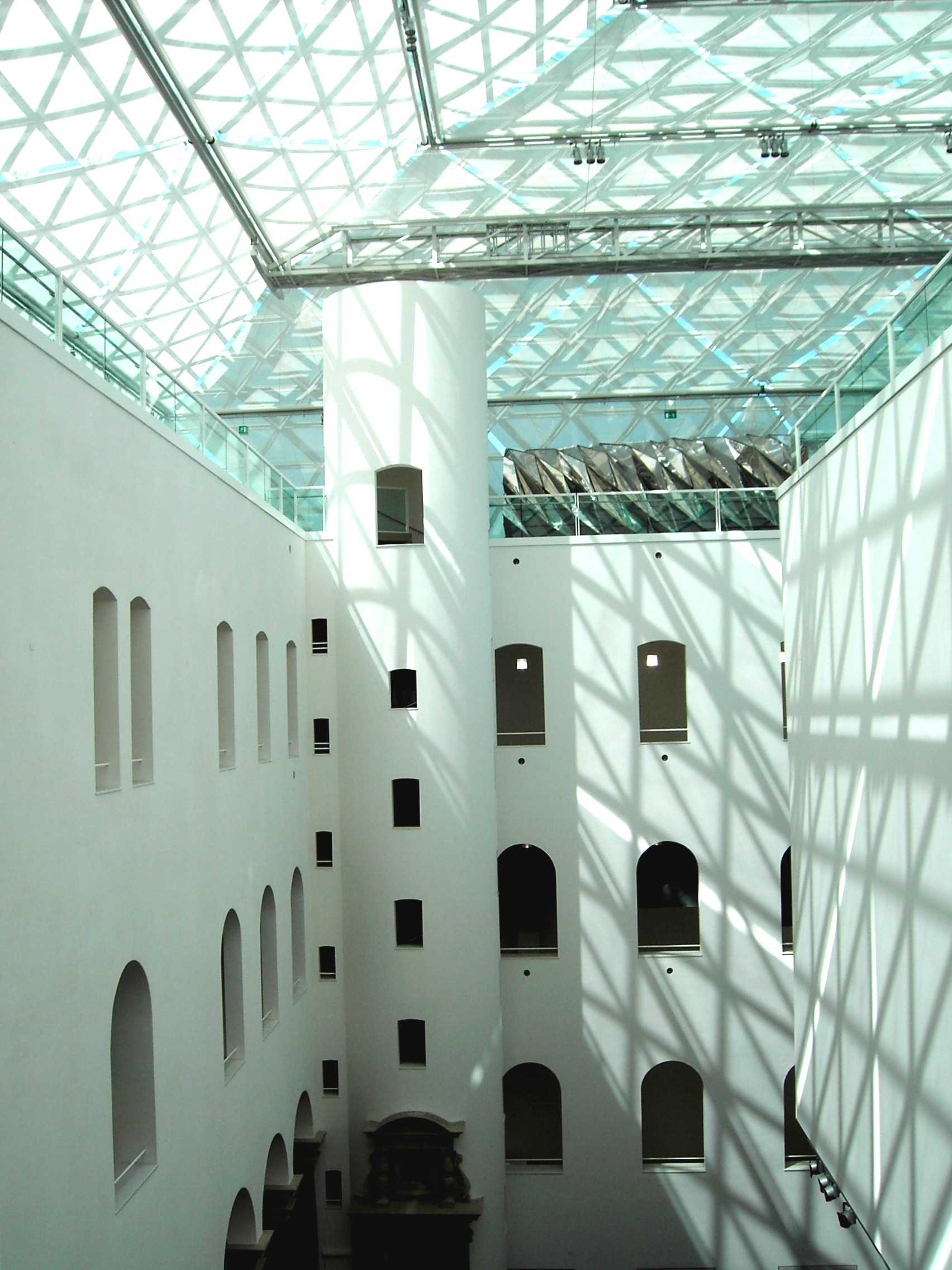
Der neue glasüberdachte Innenhof des früheren Ständehauses fungiert auch als repräsentativer Rahmen für staatliche Veranstaltungen des Landes Nordrhein-Westfalen.

Das Regierungsviertel Düsseldorf ist ein räumlicher Bereich in der Landeshauptstadt Düsseldorf, in dem der Landtag und die Landesregierung von Nordrhein-Westfalen sowie regierungsnahe Funktionen angesiedelt sind.
Das Stadtviertel erstreckt sich zu beiden Seiten der Rheinkniebrücke am rechten Rheinufer in den Stadtteilen Hafen, Unterbilk und Carlstadt. Der städtebauliche Übergang zum Medienhafen ist fließend. Durch Architektur, Städtebau, Denkmalschutz und Kunst im öffentlichen Raum drückt das Land Nordrhein-Westfalen im Regierungsviertel sein Selbstverständnis als Staat, seine Identität und seine Haltungen in Fragen der Baukultur aus.

## Prägende Gebäude, Anlagen und Flächen
Folgende Gebäude bilden den Kern des Regierungsviertels:
- das Gebäude des Landtags Nordrhein-Westfalen, Platz des Landtags 1
- die Villa Horion als Nebengebäude des Landesparlaments, Johannes-Rau-Platz,
- das Landeshaus, heute Amtssitz des Ministerpräsidenten des Landes Nordrhein-Westfalen sowie dessen Staatskanzlei, Horionplatz 1
- das Bürogebäude Stadttor, Sitz des Ministeriums für Verkehr des Landes Nordrhein-Westfalen, Stadttor 1
- das Mannesmann-Hochhaus, Sitz des Ministeriums für Wirtschaft, Innovation, Digitalisierung und Energie des Landes Nordrhein-Westfalen, Mannesmannufer bzw. Berger Allee 25
- das Mannesmann-Haus (Behrensbau), ehemalige Staatskanzlei und Amtssitz früherer Landesregierungen, seit 2021 Haus der Geschichte Nordrhein-Westfalen
- das Gebäude des Ministeriums für Heimat, Kommunales, Bau und Gleichstellung des Landes Nordrhein-Westfalen, Jürgensplatz 1 (Atlantikhaus)[3]
- das Gebäude des Ministeriums für Kinder, Familie, Flüchtlinge und Integration des Landes Nordrhein-Westfalen, Haroldstraße 4, darin auch die Landeszentrale für politische Bildung Nordrhein-Westfalen

Einrichtungen, die die räumliche Nähe von Regierung und Parlament nutzen, sind unter anderem:
- das WDR-Funkhaus Düsseldorf mit dem Regionalstudio Düsseldorf, Stromstraße 24,
- die NRW.Bank, Förderbank des Landes Nordrhein-Westfalen, Kavalleriestraße 22,
- das Ständehaus als Ausstellungsgebäude K21 der Kunstsammlung Nordrhein-Westfalen und als repräsentativer Rahmen für festliche Veranstaltungen des Landes, Ständehausstraße 1,
- die Geschäftsstelle der CDU Nordrhein-Westfalen, Wasserstraße 6,
- die Geschäftsstelle der SPD Nordrhein-Westfalen, Kavalleriestraße 16,
- das Polizeipräsidium Düsseldorf, Jürgensplatz 5–7 (z. Zt. Haroldstraße 5),
- die Landesanstalt für Medien Nordrhein-Westfalen, Zollhof 2,
- die Film- und Medienstiftung NRW, Kaistraße 14.

Gebäude, Anlagen und Flächen, die das Regierungsviertel im Weiteren räumlich, baulich oder verkehrlich prägen, sind:
- der Rheinturm als Fernseh- und Aussichtsturm sowie Wahrzeichen Düsseldorfs,
- die Rheinkniebrücke als oberirdische Hauptverkehrsachse und Rheinquerung,
- der Rheinpark Bilk als moderne Parkanlage am Landtag und am Rheinufer,
- der Rheinufertunnel als unterirdische Hauptverkehrsachse,
- die Rheinuferpromenade als Gastronomie- und Flaniermeile am Rheinufer,
- die Grünanlagen am Spee’schen Graben, am Schwanenspiegel und am Kaiserteich als historische Parks.

## Geschichte
Am 2. Oktober 1988 wurde der Landtag Nordrhein-Westfalen im Bereich des früheren Berger Hafens am Rhein eingeweiht. Das Gebäude und seine Nutzung gaben fortan den Anstoß zu einer weitgehenden Umgestaltung der Umgebung. Mit der Wahl seines Bauplatzes in einer beherrschenden Lage am Rhein stellte sich der Landtag in die Reihe bedeutender anderer Parlamentsbauten, die durch eine Position an einem großen Fluss einen imposanten Auftritt erzielen, zum Beispiel die Parlamente in London und Budapest.
Spiritus rector der Idee eines Landtagsneubaus am sogenannten Rheinknie war der Architekt und Stadtplaner Edmund Spohr. Er gehörte in den 1970er Jahren zu den Bürgern, die gegen Pläne zur Erweiterung des Ständehauses protestierten. Seinerzeit sollte der dort beengt untergebrachte Landtag Nordrhein-Westfalen durch Anbauten für Abgeordnetenbüros an den Seiten des Ständehauses in den umgebenden Park hinein erweitert werden. Da seit 1976 durch ein Gutachten geklärt war, dass der Berger Hafen am Rheinknie von Zwecken einer Hafennutzung freigestellt werden konnte, schlug Spohr ihn als Bauplatz für einen Landtagsneubau vor. Der Landtag willigte in diese Pläne schließlich unter der Bedingung ein, dass das Umfeld des Bauplatzes städtebaulich umzugestalten und insbesondere die vor seinem Eingang verlaufende Hochstraße in einen Tunnel zu verlegen sei. Diese Bedingung lieferte dann den Anstoß zur Planung des Rheinufertunnels und zur Anlage der Rheinuferpromenade in den 1980er und 1990er Jahren.
Das Ständehaus der Rheinprovinz sowie weitere Gebäude für Organe ihres Provinzialverbandes im Bereich der Elisabethstraße bildeten im 19. Jahrhundert einen ersten Nukleus für Regierungsfunktionen im Bereich Unterbilk. Nach der Rheinufervorschiebung und der Entwicklung einer Promenade am Ufer der Carlstadt begann sich der Blick der Rheinprovinz dann auf den Rhein zu richten. Die neoklassizistische Villa Horion am heutigen Johannes-Rau-Platz, die nach der Erschließung dieses Stadtbereichs 1911 errichtet worden war, diente fortan den Landeshauptmännern der Rheinprovinz als Residenz und ab 1961 einigen Ministerpräsidenten Nordrhein-Westfalens als Amtssitz und Staatskanzlei, doch war von einem Regierungsviertel dort noch lange nicht die Rede. Scherzhaft wurde der Amtssitz des Ministerpräsidenten vielmehr als das „Pförtnerhäuschen von Mannesmann“ tituliert, weil die benachbarten Verwaltungsgebäude der Mannesmann AG weitaus eindrucksvoller erschienen. Im sogenannten Behrens-Bau des Unternehmens Mannesmann, Mannesmannufer 2, hatten die ersten Ministerpräsidenten vom August 1946 bis zum 1. April 1953 ihren Amtssitz und ihre Staatskanzlei gehabt, danach bis 1961 in den früheren Verwaltungsgebäuden der Provinzialversicherungsanstalt in der Elisabethstraße 5 sowie 8–11. Im ersten Obergeschoss des nördlichen Anbauflügels des Gebäudes Elisabethstraße blieb bis zum Ausbau und zur Einlagerung im Jahr 2008 der erste Kabinettssaal Nordrhein-Westfalens erhalten. Das hochwertige Interieur dieses Raums war 1953 nach dem Entwurf des Architekten Karl Monerjan (1906–1972) in modernistischen Formen der 1950er Jahre eigens für Zwecke der Landesregierung konzipiert worden.
In größerer Entfernung vom ersten Amtssitz des Ministerpräsidenten, im Ständehaus, dem Gebäude des preußischen Provinziallandtages der ehemaligen Rheinprovinz, hatte der Landtag von 1949 bis 1988 seinen ersten Sitz.
Seitens der Stadt Düsseldorf war in der Wiederaufbauphase nach dem Zweiten Weltkrieg daran gedacht, den heutigen Kennedydamm oder die Berliner Allee als „Regierungsstraße“ zu entwickeln. Allerdings ging dieser Gedanke rasch unter, als sich die Ministerien des jungen Landes Nordrhein-Westfalens über das Stadtgebiet Düsseldorfs zu verteilen begannen. Ab 1957 richteten sich die städtischen Überlegungen zur Entwicklung eines Regierungsviertels auf die Bereiche am Schwanenspiegel und rund um das Ständehaus, das seit 1949 zum Landtagsgebäude Nordrhein-Westfalen umgebaut worden war. Einen weiteren Anlauf zur Entwicklung eines Regierungsviertels unternahm die Stadt Düsseldorf im Zuge der Planungen für die Rheinkniebrücke in den 1960er Jahren. Hierbei wurden unter der Leitung von Friedrich Tamms drei Baublöcke nördlich und südlich der Unterbilker Brückenrampe für die Anlage eines Hochhaus-Ensembles überplant, darunter auch die Flächen der historischen Wohnbebauung an der Wasserstraße. 1969 schrieb Tamms in einem Aufsatz:

„Die Bürger des großen Landes müssen am städtebaulichen Erscheinungsbild ablesen können, wo die Landesregierung arbeitet und wie sie existiert. Für die Entwicklung Düsseldorfs als Ort dieser politischen Selbstdarstellung ist eine solche optisch-symbolische Projizierung der politischen Vertretung des Landes in der Öffentlichkeit von großer, stadtbildender Bedeutung.“

Lange zurück liegt das historische Regierungsviertel Düsseldorfs in der Altstadt, von der aus während der Regierungszeit des Kurfürsten Johann Wilhelm von Pfalz-Neuburg nicht nur die Herzogtümer Jülich-Berg, sondern auch die Kurpfalz und ihre Nebenländer regiert wurden. Zuvor schon hatten sich in der Folge der Klever Union  Regierungsfunktionen für Jülich-Berg in Düsseldorf konzentriert. Hinzu kamen Funktionen, die Wilhelm von Jülich-Kleve-Berg als Herzog von Jülich-Berg nach der Reichsexekutionsordnung 1555 für den Niederrheinisch-Westfälischen Reichskreis übernommen hatte („Kreisauschreibender Fürst“, später „Kreisdirektor“ genannt). Das historische Regierungsviertel hatte seit dem Ende des 18. Jahrhunderts am Mühlenplatz und in der Mühlenstraße, der Verbindung zwischen dem Düsseldorfer Schloss und dem Hofgarten, seinen Schwerpunkt gehabt, nachdem zuvor der Marktplatz mit dem Rathaus und der „Alten Kanzlei“ das Verwaltungszentrum in der Stadt gewesen war. In der Alten Kanzlei waren zeitweise auch die Kanzlei und das Kreisarchiv des Niederrheinisch-Westfälischen Reichskreises untergebracht. An der Mühlenstraße, die sich seit dem 17. und 18. Jahrhundert immer stärker als die Hauptachse höfischer Einrichtungen etabliert hatte, lagen bzw. liegen die Kurfürstliche Kanzlei für die Herzogtümer Jülich-Berg, die später als Regierungsgebäude des Großherzogtums Berg diente, ferner das Statthalterpalais und die Hofkirche St. Andreas mit dem Mausoleum des Hauses Pfalz-Neuburg, der Grablege der Düsseldorfer Wittelsbacher.
Bereits unter dem Erbprinzen und späteren Kurfürsten Johann Wilhelm von Pfalz-Neuburg hatte es seit Ende des 17. Jahrhunderts Pläne für den Bereich des heutigen Regierungsviertels gegeben. Nach einem Entwurf von 1697 oder 1699, der dem kurpfälzischen Festungsingenieur Michael Cagnon zugeschrieben wird, sollte hier eine beträchtliche Stadterweiterung („Extension“) mit einem neuzeitlichen Befestigungssystem angelegt werden, um durch ein Angebot unentgeltlicher Bauplätze Kaufleute und andere Neubürger in die Stadt zu holen. Weil aber der Zustrom Bauwilliger sich in Grenzen hielt, wurde der Plan einer befestigten Stadterweiterung fallengelassen. Es bildete sich nur ein kleiner Siedlungsansatz an der Neusser Straße, der die Bezeichnung Neustadt trug. Hier erbaute der kurfürstliche Hofkammeragent Joseph Jacob van Geldern, der Ururgroßvater Heinrich Heines, sein Wohnhaus einschließlich der ersten Synagoge Düsseldorfs. Einige mennonitische Familien, die sich zunächst hier ebenfalls anzusiedeln gedachten, stießen auf Schwierigkeiten und zogen es daher vor, sich in Krefeld niederzulassen. Im Schrifttum wird vermutet, dass Johann Wilhelm zeitweise erwogen haben soll, einen großen barocken Schlossbau aus der Feder seines Hofarchitekten Matteo Alberti im Bereich zwischen dem  heutigen Polizeipräsidiums und dem Rheinufer zu verwirklichen.
1701 begann in der Neustadt die Errichtung einer Infanteriekaserne für 4000 Soldaten. 1735 entstand dort ferner eine bis 1803 genutzte Kavalleriekaserne. Auch im 19. Jahrhundert war der Bereich ein Kasernenstandort. Eine neue Kavalleriekaserne war 1822 dort nach Plänen von Gottfried Bandhauer unter anderem für das Westfälische Ulanen-Regiment Nr. 5 fertiggestellt worden. In den 1920er und 1930er Jahren überplante die Stadt dieses Gebiet als Verwaltungsstandort; die Gebäude des Polizeipräsidiums und der Oberfinanzdirektion entstanden. Ab 1935 sah sich Friedrich Karl Florian, in den Jahren 1930 bis 1945 der Gauleiter Düsseldorfs, nach dem Vorbild des Gesamtbauplanes für die Reichshauptstadt Berlin ebenfalls berufen, hauptstädtische Planungen für Düsseldorf entwickeln zu lassen. Im Fokus seiner Pläne standen ein monumentales Achsenkreuz im historischen Hofgarten und diverse Großbauten am Rheinufer.
Im Zuge der Konzentration und des Neubaus von Landesministerien im Bereich der Villa Horion, mit der Eröffnung des neuen Landtagsgebäudes im Jahre 1988 und mit der bis 1995 andauernden Umgestaltung des Umfeldes durch Rheinufertunnel, Rheinuferpromenade und Rheinpark Bilk entstand beiderseits des Fußes der Rheinkniebrücke ein städtebaulich gestalteter Raum mit einer gewissen Aufenthaltsqualität, die den Gedanken an ein nordrhein-westfälisches Regierungsviertel plausibel machte.
Das Ständehaus, der vormalige Sitz des Landtags, stand von 1988 bis 1996 zunächst leer. Ein Konzept, darin die Staatskanzlei und den Sitz des Ministerpräsidenten unterzubringen, wurde in dieser Zeit entwickelt, aus Kostengründen aber wieder verworfen. 1996 wurde dann ein Plan zum Umbau des Ständehauses als Ausstellungsgebäude der Kunstsammlung Nordrhein-Westfalen vorgestellt. Nach diesem Plan war der große, glasüberdachte Innenhof auch als repräsentativer Rahmen für staatliche Veranstaltungen des Landes Nordrhein-Westfalen gedacht. Das Gesamtkonzept fand die Zustimmung des Landes und wurde in den Jahren 1996 bis 2002 realisiert.
Auf Initiative des damaligen Ministerpräsidenten Wolfgang Clement mietete das Land Nordrhein-Westfalen seit 1999 Räume im Bürohochhaus Stadttor an, um den Amtssitz des Ministerpräsidenten und die Staatskanzlei dorthin zu verlegen. Diese Entscheidung machte die unter Ministerpräsident Armin Laschet gebildete Landesregierung wieder rückgängig. Im Herbst 2017 wurden der Amtssitz des Ministerpräsidenten sowie die Staatskanzlei wieder in das Landeshaus, wo sie von 1961 bis 1999 angesiedelt waren, zurückverlegt.
2007 bezog das damalige Ministerium für Bauen und Verkehr, das 2010 in das Ministerium für Wirtschaft, Energie, Bauen, Wohnen und Verkehr integriert worden ist, das zuvor sanierte Verwaltungsgebäude der heute aufgelösten Oberfinanzdirektion Düsseldorf am Jürgensplatz 1. Dieser seit 1928 geplante, zwischen 1936 und 1939 für die Behörde des Oberfinanzpräsidenten errichtete Backsteinbau liegt zwischen dem gestalterisch ähnlichen Polizeipräsidium Düsseldorf, der Hubertusstraße, der Neusser Straße und dem Jürgensplatz (vormals Kavalleriestraße). Durch die pathetisch-funktionale Formensprache, die für das Neue Bauen, aber auch für die Architektur im Nationalsozialismus typisch ist, wirkt das Gebäude wie eine Kaserne. Nach dem Zweiten Weltkrieg war die Anlage vorübergehend von britischen Streitkräften genutzt worden. Zwischen 1949 und 1952 war das damals Atlantikhaus genannte Gebäude der Sitz der Internationalen Ruhrbehörde gewesen, deren Aufsicht über die Montanindustrie an Rhein und Ruhr 1952 durch die Gründung der Europäischen Gemeinschaft für Kohle und Stahl obsolet wurde.

## Diskussionen und Pläne
Am 14. Januar 2004 beschloss die Stadt Düsseldorf den Rahmenplan „Hochhausentwicklung in Düsseldorf“ als Grundlage ihrer Stadtentwicklung. Darin ist im Bereich des Regierungsviertels auf dem Areal am heutigen Innenministerium an der Haroldstraße 5 ein etwa 100 m hoher Büroturm für das Umweltministerium eingeplant. Im Übrigen klassifiziert dieser Plan große Teile des Regierungsviertels als Hochhausentwicklungsbereich der „Zone 2“, wo die verträgliche Bauhöhe eines Vorhabens nach bestimmten städtebaulichen Kriterien im jeweiligen Einzelfall untersucht werden soll.
Am 23. August 2010 berichtete der Online-Dienst der Rheinischen Post, dass unter anderem der an das Regierungsviertel angrenzende Gebäudekomplex des Unternehmens Vodafone vom landeseigenen Bau- und Liegenschaftsbetrieb gekauft worden sei, um dort weitere Ministerien zu konzentrieren. Das Gebäude des Innenministeriums an der Haroldstraße 5 sei asbestbelastet und könne nur noch abgerissen werden. Verschiedene Landtagsabgeordnete würden die geplanten Umzüge von Ministerien in die neu erworbenen Gebäude begrüßen. Auch der Oberbürgermeister der Stadt Düsseldorf, Dirk Elbers, würde zustimmen, weil es reizvoll sei, alle Ministerien in Landtagsnähe zu zentrieren und den gesamten Bereich städtebaulich neu zu planen.
Ebenfalls am 23. August 2010 schaltete sich die Architektenkammer Nordrhein-Westfalen mit einer Presseerklärung in die Diskussion über die Neugestaltung eines Regierungsviertels ein. Sie forderte darin als Grundlage für ein „Gesamtkonzept“, einen „großen Wurf“ und eine „Weichenstellung für die städtebauliche Entwicklung der Landeshauptstadt“ die Auslobung eines internationalen städtebaulichen Wettbewerbs.
Am 10. Dezember 2010 wurde das Ergebnis eines Architektenwettbewerbs zur Erweiterung und Instandsetzung des am Rande des Regierungsviertels gelegenen Polizeipräsidiums Düsseldorf öffentlich präsentiert. Demnach soll der weiteren Planung ein Entwurf des Büros HPP Architekten zugrunde gelegt werden. Dieser Entwurf sieht die Verlegung der Stellplatzanlage auf dem Jürgensplatz in eine zweigeschossige Tiefgarage, die Schaffung einer öffentlichen Platzfläche auf dem Jürgensplatz sowie eine öffentliche Wegeverbindung zwischen dem Jürgensplatz und der Neusser Straße vor. Das 1929 bis 1933 errichtete, heute denkmalgeschützte Polizeipräsidium soll längs der Wegeverbindung durch Anbauten mit knapp 5.100 m² Büroflächen erweitert werden. Im Gegensatz zu den massiven, kasernenartigen Backsteinbauten des bestehenden Polizeipräsidiums, das neoklassizistische Züge trägt und in seinen strengen Formen zur Architektur des Nationalsozialismus überleitet, sollen die Anbauten Glasfassaden erhalten. Die Wegeverbindung, die den Komplex zwischen Jürgensplatz im Osten und der Neusser Straße im Westen durchquert, ist Teil einer seitens der Stadt langfristig geplanten Wegeverbindung zwischen dem Ständehaus am Kaiserteich und dem Landtag Nordrhein-Westfalen am Rheinknie. Die gesamte Baumaßnahme soll 2012 beginnen und 2016 fertig gestellt werden.
Am 11. Mai 2011 wurde von ersten Überlegungen des landeseigenen Bau- und Liegenschaftsbetriebs berichtet, einen Neubau einer Staatskanzlei auf dem Grundstück des jetzigen Innenministeriums an der Haroldstraße 5 zu errichten. Der Mietvertrag für die Staatskanzlei im Gebäude des sogenannten Stadttors laufe 2021 aus und das jetzige, asbestbelastete Gebäude des Innenministeriums aus den frühen 1980er Jahren solle nach Umzug des Innenministeriums in den bald frei werdenden Vodafone-Komplex, die vormaligen Bürogebäude der Mannesmann AG an der Rheinuferpromenade, abgerissen werden. Nach diesem Abriss könne dann der Neubau der Staatskanzlei an der Haroldstraße 5 erfolgen. Endgültige Entscheidungen über dieses Konzept liegen aber noch nicht vor.
Im Juli 2011 meldete sich das Maklerunternehmen Jones Lang LaSalle zu Wort. Unter anderem schlug es das Regierungsviertel als Ort weiterer Hochhausentwicklungen in Sinne eines Central Business Districts vor, um insbesondere für ansiedlungswillige Firmen aus Asien neue und adäquate Bürokapazitäten zu schaffen. Der Planungsdezernent der Stadt Düsseldorf verwies hierzu auf den bestehenden Hochhausrahmenplan von 2004, wonach das Areal des heutigen Innenministeriums durchaus eine deutlich höhere bauliche Nutzung vertrage.
Nach Berichten der Rheinischen Post vom August 2011 erwarten die Staatskanzlei und die Fraktionen des Landtages Nordrhein-Westfalen als nächsten Schritt, dass die Stadt Düsseldorf als Trägerin der Planungshoheit ein städtebauliches Konzept für das Regierungsviertel im Sinne einer „großen Lösung“ erarbeitet und vorstellt. Hierbei würde eine Nachfolgenutzung für das Grundstück des jetzigen Innenministeriums im Mittelpunkt der planerischen Betrachtungen stehen müssen. Aus Sicht befragter Makler dienen diese Entwicklungen einer weiteren Profilierung der Landeshauptstadt als Dienstleistungsmetropole. Dabei bestehe auch ein Zusammenhang mit der städtebaulichen Entwicklung des Medienhafens sowie des Bereichs am Südende der Königsallee und der Friedrichsstadt.
Ebenfalls im August 2011 berichtete die Rheinische Post, dass Landtagspräsident Eckhard Uhlenberg mit Unterstützung des Düsseldorfer Oberbürgermeisters Dirk Elbers den Plan verfolge, in der Villa Horion ein Haus der Geschichte Nordrhein-Westfalen einzurichten. Im Herbst 2011 wolle er zur Erarbeitung eines entsprechenden Ausstellungskonzepts eine Expertenkommission einberufen. Unter dem nachfolgenden Landtagspräsidenten André Kuper wurde 2018 dafür votiert, die Villa Horion als Haus der Parlamentsgeschichte beizubehalten und das Mannesmann-Haus zum Haus der Geschichte Nordrhein-Westfalens zu entwickeln.
Am 28. März 2013 berichtete die Rheinische Post, dass sich für das Anliegen der weiteren Entwicklung des Regierungsviertels ein „Elferrat“ der elf Düsseldorfer Landtagsabgeordneten gebildet habe, der sich einig sei, dass ein „Gesamtkonzept für ein richtiges Regierungsviertel“ gebraucht werde, das auch die Frage kläre, „wo in Düsseldorf die Staatskanzlei angesiedelt werden soll“. Die bisherige Unterbringung der ca. 300 Beschäftigten der Staatskanzlei auf angemieteten Etagen im Bürogebäude Stadttor, sei ein „kostspieliges Modell“.
Trotz früherer Berichte, dass das Innenministerium in vormalige Liegenschaften des Vodafone-Komplexes, die vom Bau- und Liegenschaftsbetrieb NRW eigens angekauft worden waren, verlegt werden solle, wurde am 15. August 2013 bekannt, dass dieses Ministerium nunmehr in ein noch von der Portigon AG belegtes Bürogebäude an der Friedrichstraße 62–80 ziehen soll. Ergänzend bestätigte der Bau- und Liegenschaftsbetrieb NRW wenig später, dass das Land das Gebäude des Innenministeriums an der Haroldstraße wegen seiner Asbestbelastung auf jeden Fall abreißen werde. Die weitere Verwendung des Grundstückes werde jedoch noch geprüft, wobei das Land sich mit der Stadt Düsseldorf abstimmen wolle. Für die Stadt erklärte ihr Planungsdezernent, dass es eine „gute Idee“ sei, jetzt einen Masterplan für ein Regierungsviertel zu erarbeiten. Hierbei werde neben dem Bau von Büroflächen auch an den Bau von Wohnungen zu denken sein. Berichtet wurde in diesem Zug auch davon, dass das Wirtschaftsministerium in das ehemalige Mannesmann-Hochhaus einziehen werde. Der Vorsitzende des Planungsausschusses der Stadt Düsseldorf äußerte die Erwartung, dass bei den anstehenden Planungen für ein Regierungsviertel auch Wohnungen und ein Ersatz für das Parkhaus an der Moselstraße (gegenüber dem Landtag) vorgesehen werden könnten.
Nach Presseangaben beschloss das Landeskabinett am 20. Mai 2014, ein „zusammenhängendes Regierungsviertel ohne Mehrkosten für den Steuerzahler“ entstehen zu lassen. In diesem Zusammenhang werde überlegt, die Staatskanzlei im nächsten Jahrzehnt aus den langfristig angemieteten Räumen des Bürohochhauses Stadttor in ein anderes Gebäude zu verlegen, etwa in ein neues Gebäude auf dem Grundstück Haroldstraße 5. In Betracht komme auch, dort Gebäude für zwei bis drei Ministerien zu errichten, insbesondere für das zurzeit im Stadtteil Golzheim untergebrachte Umweltministerium. In dem Gebäude des kürzlich sanierten Familienministeriums solle zusätzlich die Landeszentrale für politische Bildung Nordrhein-Westfalen untergebracht werden. Weitere Stellen, die ins Regierungsviertel ziehen können, seien solche des Bau- und Liegenschaftsbetriebs Nordrhein-Westfalen und des Gesundheitsministeriums. Die Gemeinschaft aller Landtagsabgeordneten aus dem Wahlkreis Düsseldorf brachte 2016 einen Architektenentwurf für ein neues zusammenhängendes Ministerienzentrum in die Debatte ein.

## Denkmale, Kunstwerke im öffentlichen Raum

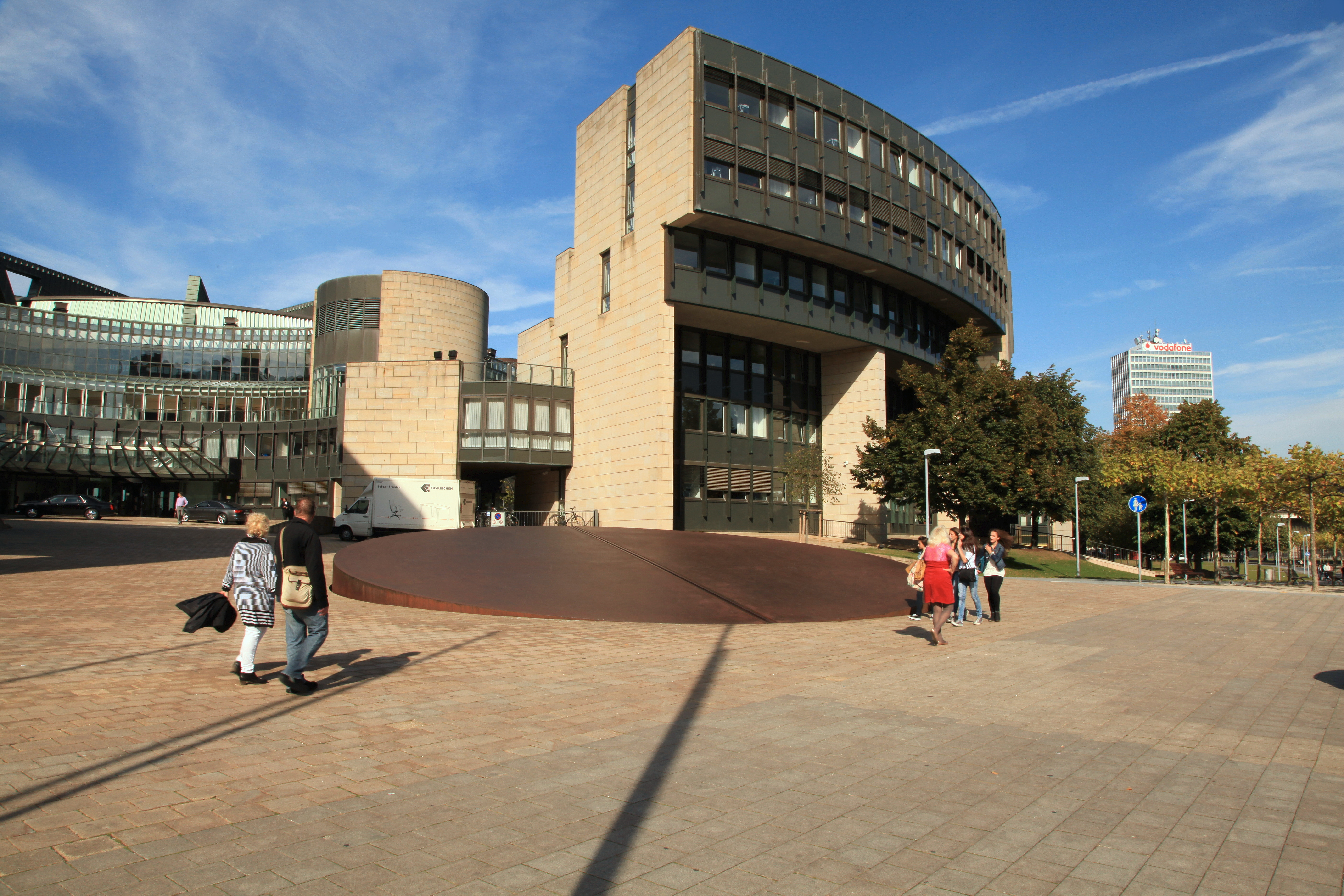
Tzaphon, Platz des Landtags, Eisenguss-Skulptur mit Eisenbahnschienen von Dani Karavan
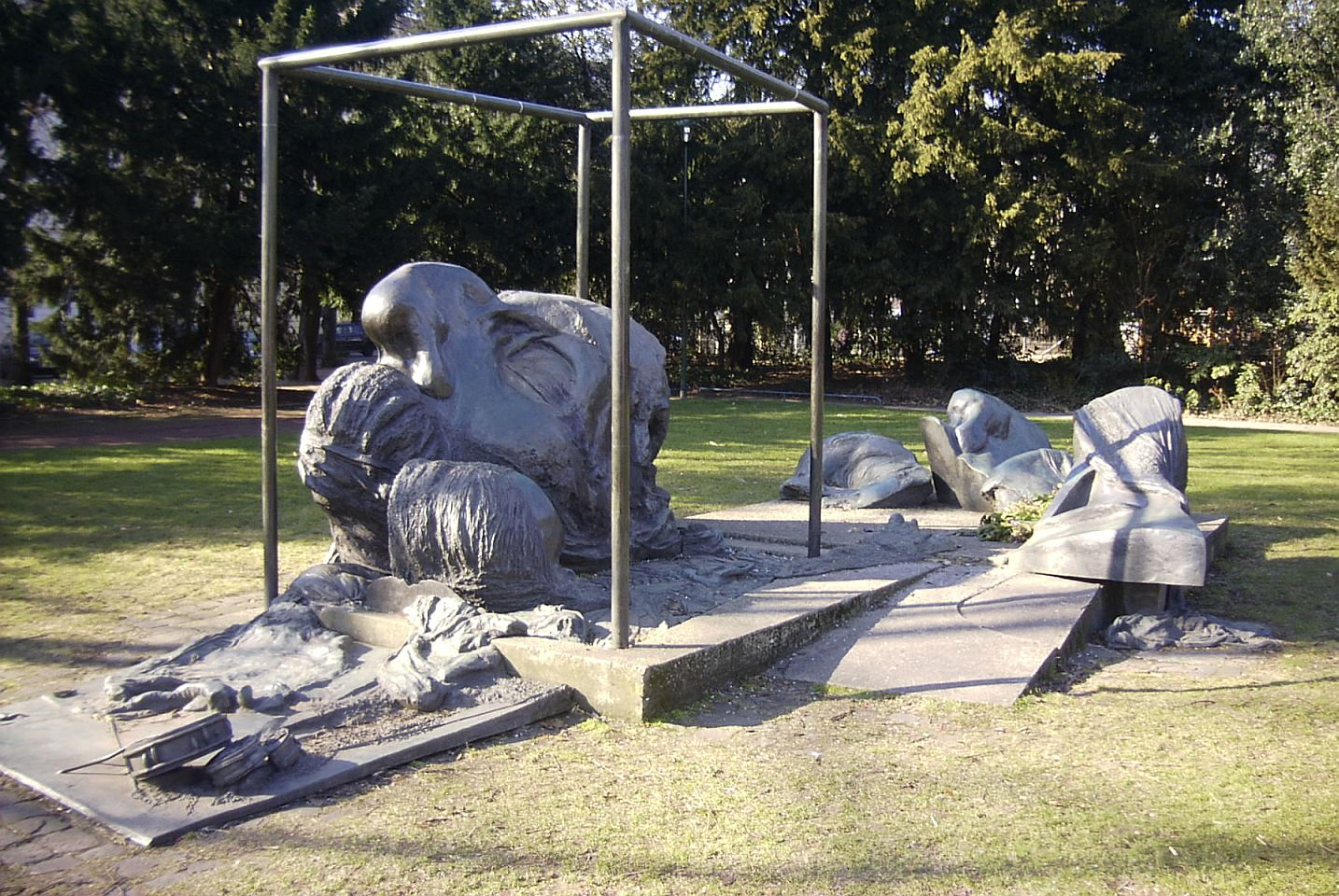
Heine-Monument, Schwanenmarkt, Bronzeskulptur von Bert Gerresheim
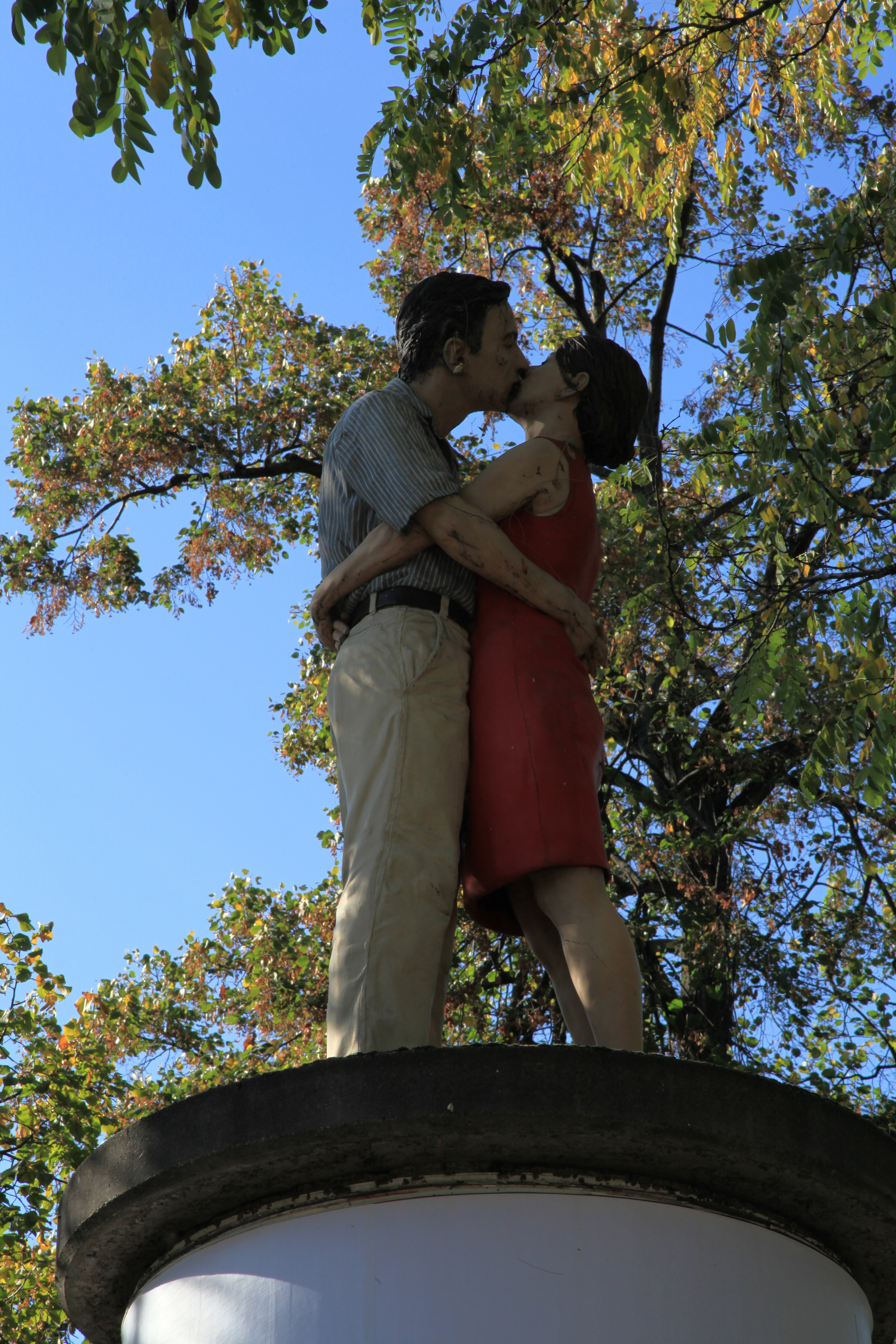
Paar II aus dem Zyklus Säulenheilige von Christoph Pöggeler, Haroldstraße/Ecke Poststraße (am Spee’schen Graben)
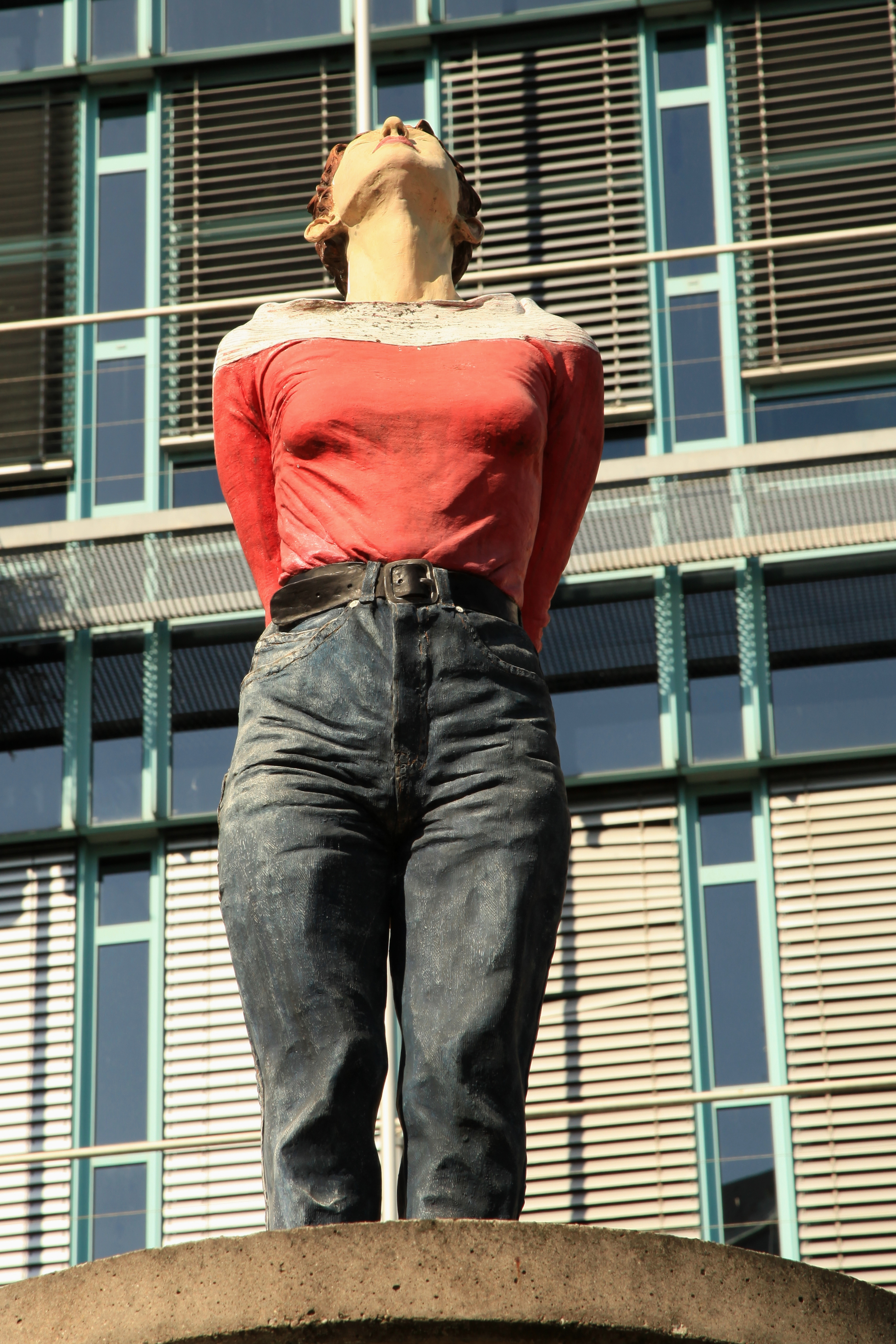
Marlis aus dem Zyklus Säulenheilige von Christoph Pöggeler, Stromstraße (am WDR-Funkhaus)
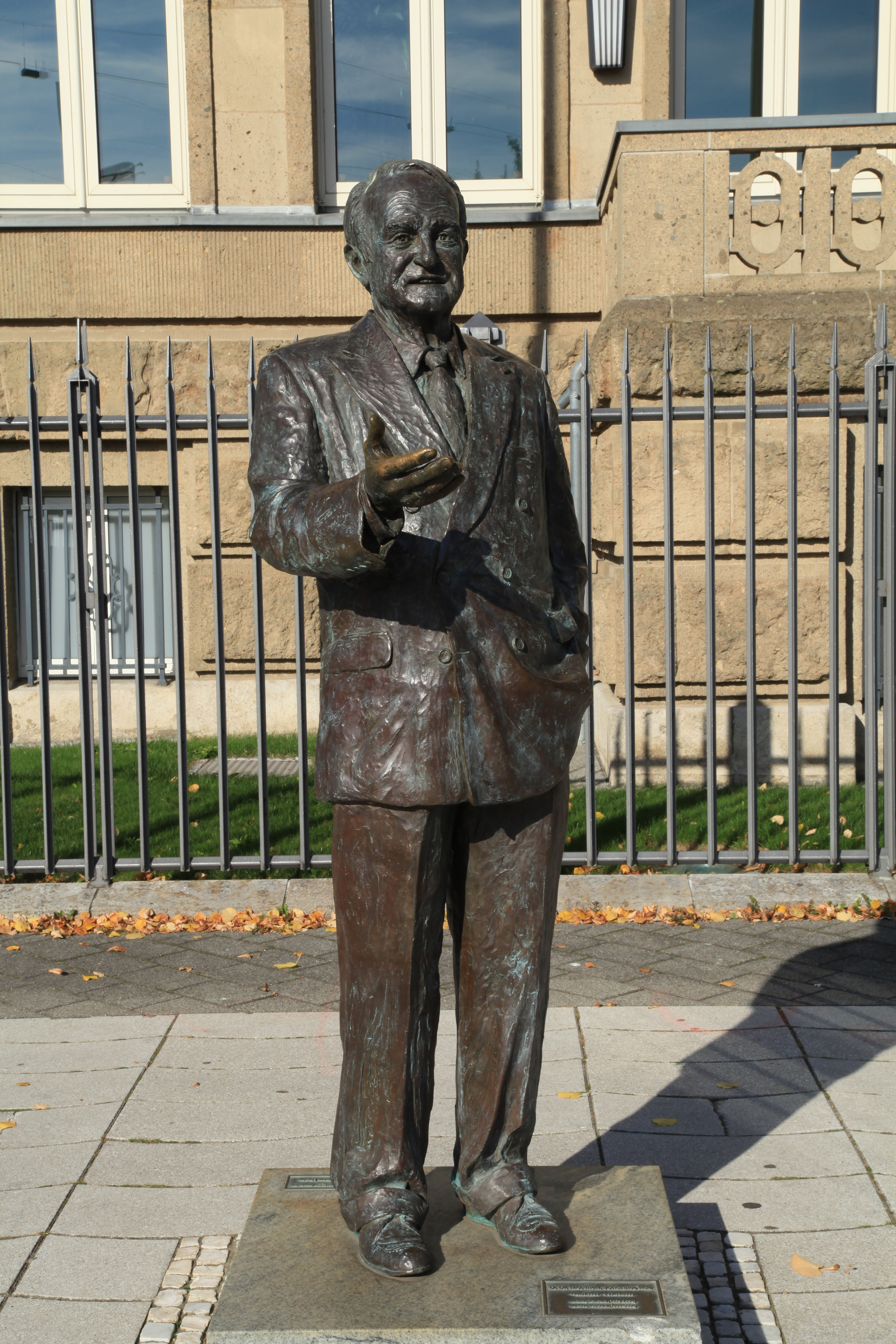
Johannes Rau, Bronzeskulptur von Anne Lacey-Weers, Johannes-Rau-Platz, Bronzeskulptur
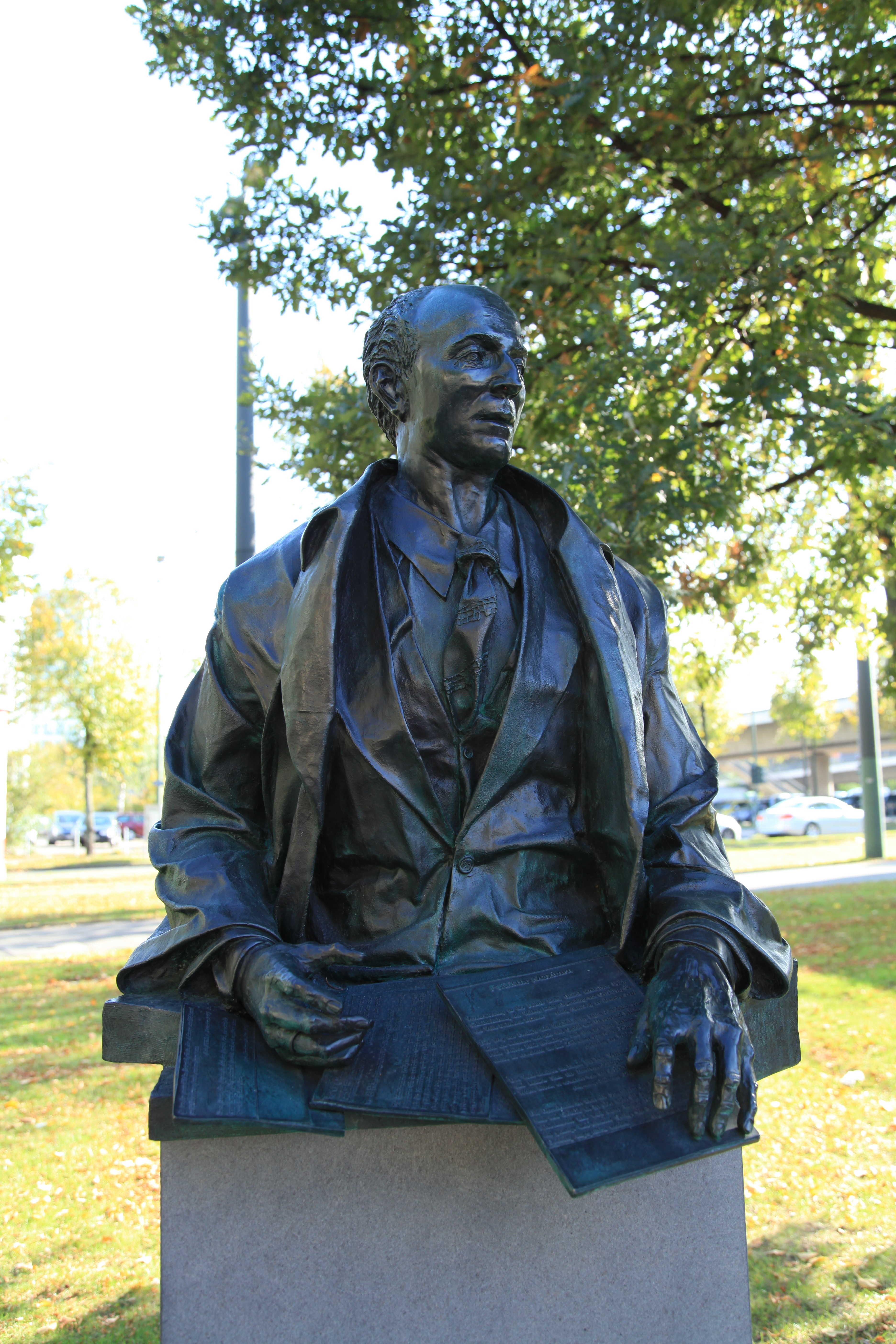
Karl Arnold, Johannes-Rau-Platz, Bronzebüste von Bert Gerresheim
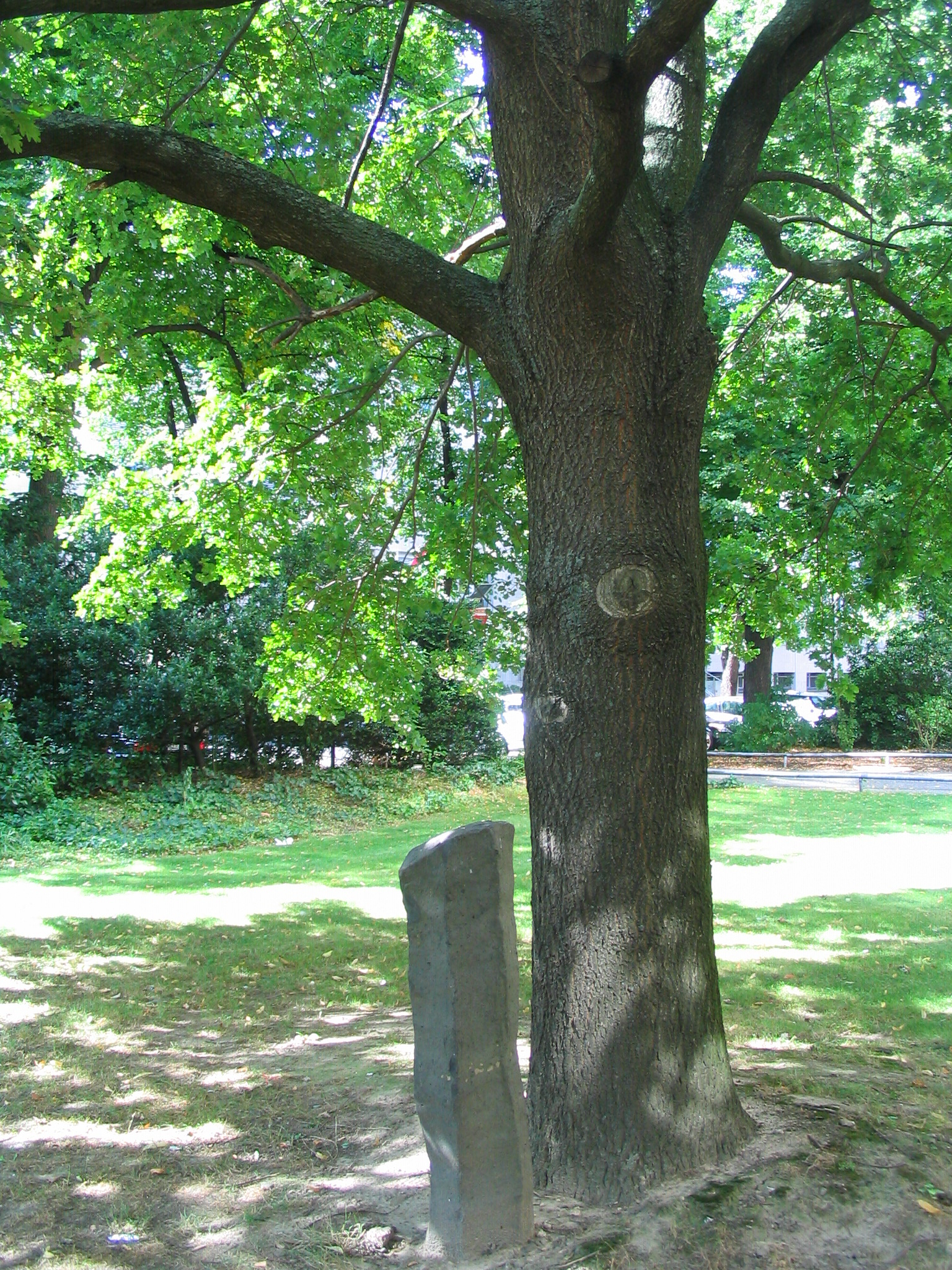
Eiche und Basaltsäule aus der Aktion 7000 Eichen von Joseph Beuys, Haroldstraße 4
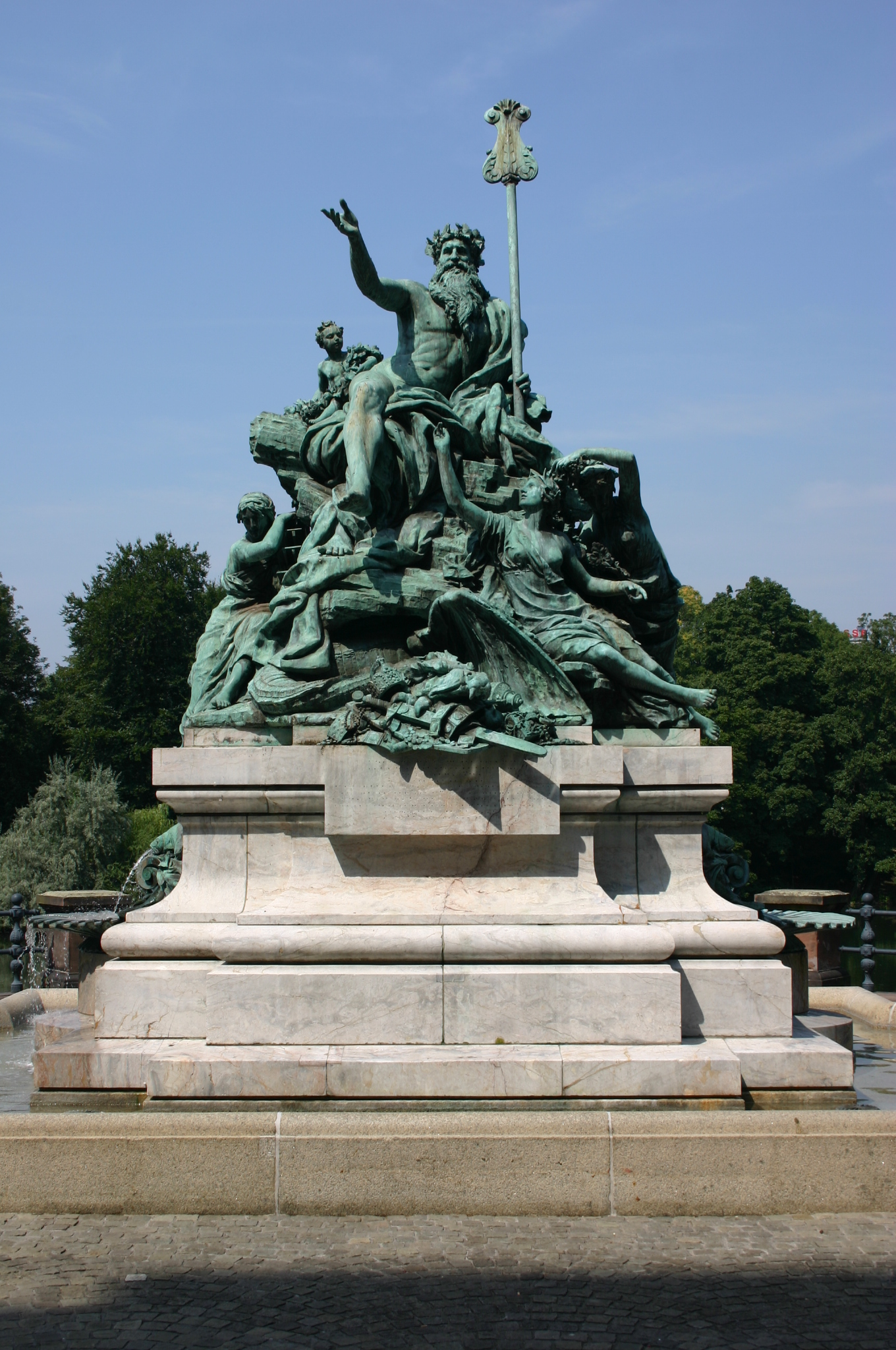
Vater Rhein und seine Töchter, Elisabethstraße (am Ständehaus), Brunnenskulptur von Karl Janssen und Josef Tüshaus
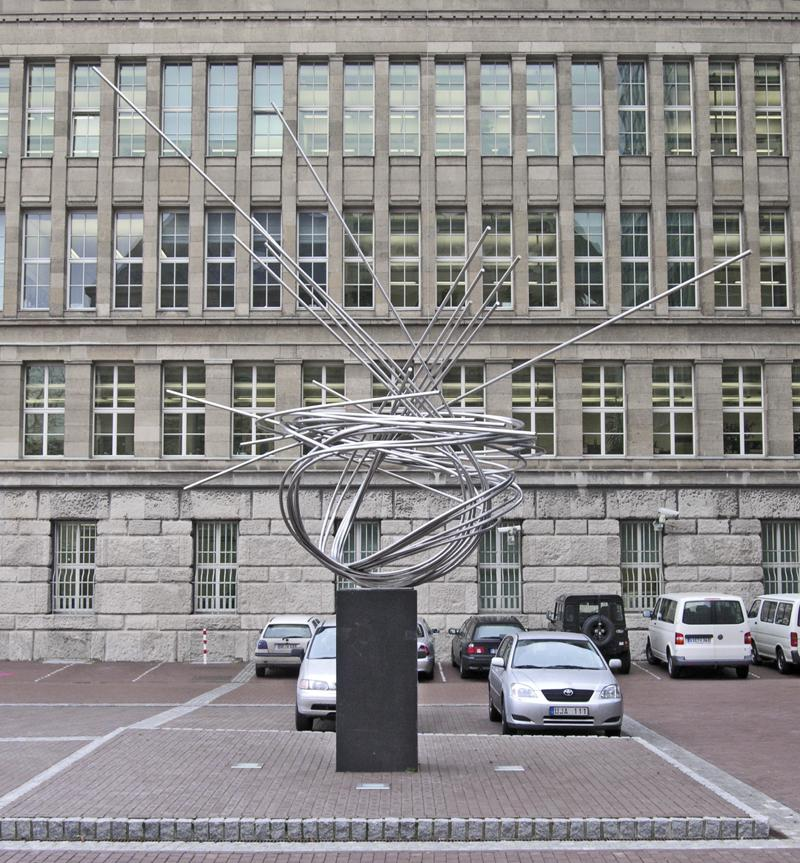
Große Mannesmann oder Mannesmann I/Bewegung, Edelstahlskulptur von Norbert Kricke, 1960, am Mannesmann-Hochhaus, Rheinuferpromenade
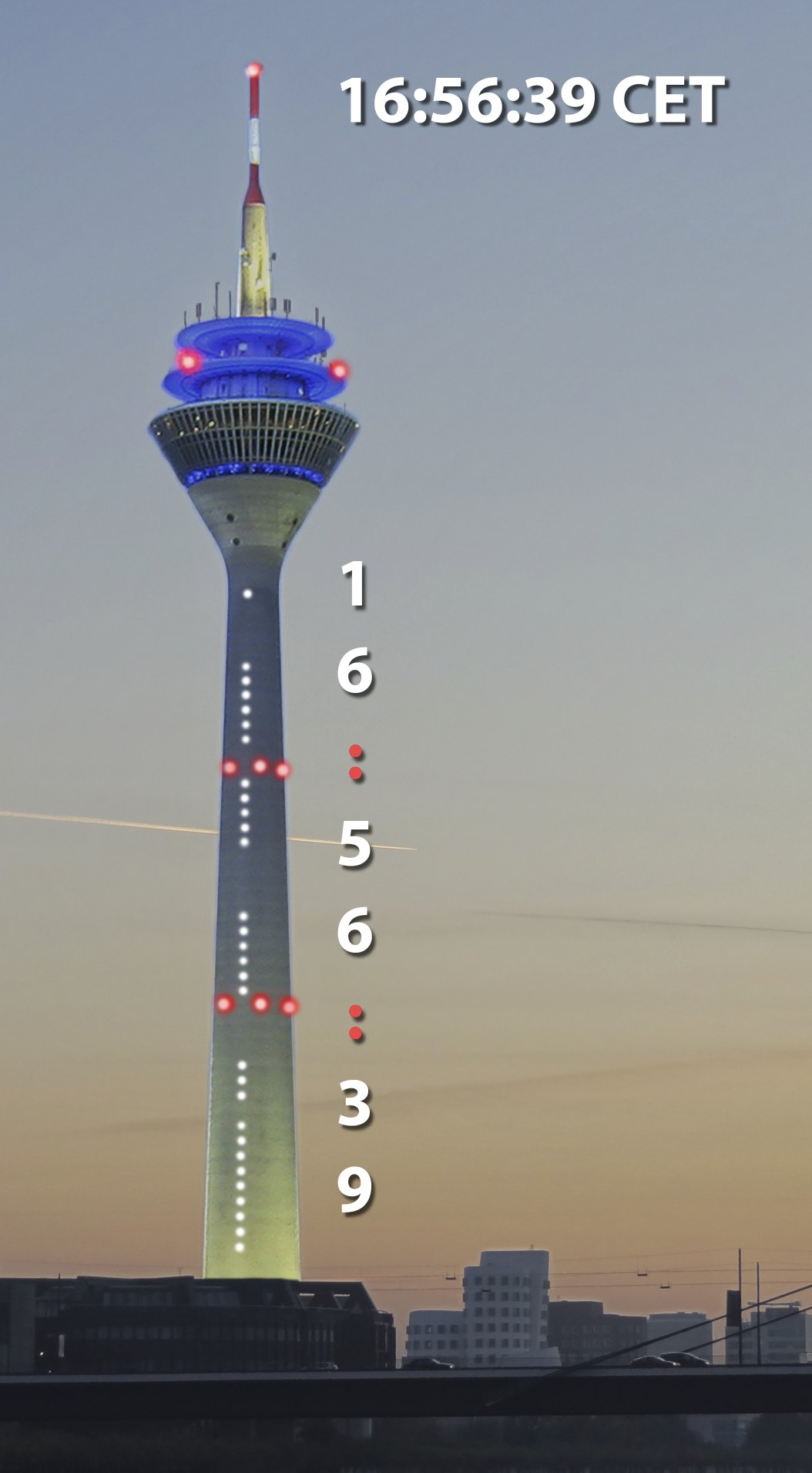
Lichtzeitpegel am Rheinturm, Lichtskulptur von Horst H. Baumann